# Controversia Carlsen-Niemann
La controversia Carlsen-Niemann fu un episodio di cronaca sportiva accaduto nel settembre 2022 durante la Sinquefield Cup, in cui furono coinvolti i Grandi Maestri di scacchi Magnus Carlsen, che era campione del mondo, e Hans Niemann. Carlsen, infatti, dopo aver perso a sorpresa contro Niemann al terzo round, abbandonò il torneo e molti interpretarono il suo gesto come una tacita accusa di imbroglio (cheating) da parte di Niemann. Nel loro incontro successivo (un torneo online), Carlsen ha bruscamente abbandonato la partita dopo una mossa, lasciando di nuovo perplessi gli spettatori. Questo è rapidamente diventato lo scandalo più grave degli ultimi anni nel mondo scacchistico e ha quindi attirato l'attenzione dei media.
Dopo il quinto round della Sinquefield Cup, Niemann ha rilasciato una lunga intervista in cui ha ammesso di aver barato in alcune partite di scacchi online in passato, ma ha negato di aver barato nella partita con Carlsen o in qualsiasi partita dal vivo. Tre settimane dopo, Carlsen ha rilasciato una dichiarazione in cui affermava che il comportamento di Niemann durante la partita della Sinquefield Cup, insieme ai precedenti sospetti su Niemann, lo avevano convinto a ritirarsi dal torneo. Ha espresso la convinzione che Niemann avesse barato più spesso e più di recente di quanto avesse ammesso e ha dichiarato che non avrebbe più giocato a scacchi con lui in futuro.
Subito dopo il ritiro di Carlsen dalla Sinquefield Cup, Chess.com ha rimosso Niemann dalla loro piattaforma. La FIDE, l'organo di governo internazionale degli scacchi, ha rimproverato Carlsen per le sue azioni, ma allo stesso tempo ha riconosciuto le preoccupazioni di Carlsen riguardo l'imbrogliare negli scacchi. La FIDE ha successivamente annunciato un'indagine sulle affermazioni di Carlsen di presunti imbrogli e sulle risposte di Niemann. Chess.com ha pubblicato un rapporto provvisorio che descrive in dettaglio gli imbrogli di Niemann sulla loro piattaforma. Molti giocatori di scacchi e giornalisti hanno commentato la questione, alcuni supportando i sospetti di Carlsen in un modo o nell'altro, altri criticandolo per il suo ritiro dal torneo e per aver avanzato accuse senza produrre prove. Alcuni hanno espresso la convinzione che Niemann non avesse barato nella partita contro Carlsen. I commentatori di entrambe le parti hanno espresso il desiderio di controlli più severi sugli imbrogli nei tornei di scacchi.
Il 20 ottobre 2022, Niemann ha intentato una causa contro Carlsen e la sua società Play Magnus Group, Chess.com, Daniel Rensch e Hikaru Nakamura per diffamazione e collusione.

## Background
Magnus Carlsen, all'epoca giocatore numero 1 e campione del mondo di scacchi, ha partecipato come wildcard alla Sinquefield Cup 2022 del Grand Chess Tour 2022. Ciò è avvenuto due mesi dopo il suo annuncio ufficiale che non avrebbe difeso il titolo mondiale di scacchi contro Ian Nepomniachtchi, affermando al contempo il suo desiderio di partecipare ai tornei e continuare a giocare a scacchi professionistici.  Carlsen arrivava imbattuto da una serie di 53 partite consecutive nei tornei dal vivo a cadenza classica.
Hans Niemann, invece, era classificato tra i primi 10 juniores del mondo negli scacchi e tra i primi 50 in assoluto. Nei tre anni precedenti, aveva giocato un gran numero di partite e il suo punteggio Elo era cresciuto rapidamente, con un guadagno di 350 punti in quattro anni e un salto da 2500 a 2600 in soli tre mesi. Questa rapida ascesa aveva attirato l'attenzione dei commentatori.
Il 16 agosto, Neimann aveva battuto Carlsen con i pezzi neri nella prima partita delle 4 che dovevano giocare nel secondo round della FTX Crypto Cup, un evento rapid giocato su Chess24 PlayZone, dichiarando "Gli scacchi parlano da soli" nell'intervista post partita e aveva poi perso le 3 partite successive.

## Sinquefield Cup
Il 4 settembre, nel terzo turno dell'edizione 2022 della Sinquefield Cup, Carlsen ha perso contro Niemann in una partita dal vivo. Niemann ha sconfitto Carlsen con i pezzi neri, giocando la Difesa Nimzo-Indiana. Il punteggio Elo in tempo reale di Niemann ha superato per la prima volta 2700 con questa vittoria. Slate ha descritto il risultato come uno "scioccante sconvolgimento" per Carlsen, ponendo fine alla sua serie di 53 vittorie consecutive a favore di un giocatore con una valutazione molto inferiore e in una partita in cui aveva i pezzi bianchi, il che gli dà un vantaggio alla prima mossa.
|   | a | b | c | d | e | f | g | h |   |
| 8 | e8 torre del bianco · b7 pedone del nero · f7 pedone del nero · g7 re del nero · a6 pedone del nero · h6 pedone del nero · c5 torre del nero · f5 pedone del nero · a4 pedone del bianco · c4 cavallo del nero · e4 pedone del nero · g4 pedone del bianco · a2 alfiere del bianco · e2 pedone del bianco · f2 pedone del bianco · h2 pedone del bianco · e1 re del bianco | e8 torre del bianco · b7 pedone del nero · f7 pedone del nero · g7 re del nero · a6 pedone del nero · h6 pedone del nero · c5 torre del nero · f5 pedone del nero · a4 pedone del bianco · c4 cavallo del nero · e4 pedone del nero · g4 pedone del bianco · a2 alfiere del bianco · e2 pedone del bianco · f2 pedone del bianco · h2 pedone del bianco · e1 re del bianco | e8 torre del bianco · b7 pedone del nero · f7 pedone del nero · g7 re del nero · a6 pedone del nero · h6 pedone del nero · c5 torre del nero · f5 pedone del nero · a4 pedone del bianco · c4 cavallo del nero · e4 pedone del nero · g4 pedone del bianco · a2 alfiere del bianco · e2 pedone del bianco · f2 pedone del bianco · h2 pedone del bianco · e1 re del bianco | e8 torre del bianco · b7 pedone del nero · f7 pedone del nero · g7 re del nero · a6 pedone del nero · h6 pedone del nero · c5 torre del nero · f5 pedone del nero · a4 pedone del bianco · c4 cavallo del nero · e4 pedone del nero · g4 pedone del bianco · a2 alfiere del bianco · e2 pedone del bianco · f2 pedone del bianco · h2 pedone del bianco · e1 re del bianco | e8 torre del bianco · b7 pedone del nero · f7 pedone del nero · g7 re del nero · a6 pedone del nero · h6 pedone del nero · c5 torre del nero · f5 pedone del nero · a4 pedone del bianco · c4 cavallo del nero · e4 pedone del nero · g4 pedone del bianco · a2 alfiere del bianco · e2 pedone del bianco · f2 pedone del bianco · h2 pedone del bianco · e1 re del bianco | e8 torre del bianco · b7 pedone del nero · f7 pedone del nero · g7 re del nero · a6 pedone del nero · h6 pedone del nero · c5 torre del nero · f5 pedone del nero · a4 pedone del bianco · c4 cavallo del nero · e4 pedone del nero · g4 pedone del bianco · a2 alfiere del bianco · e2 pedone del bianco · f2 pedone del bianco · h2 pedone del bianco · e1 re del bianco | e8 torre del bianco · b7 pedone del nero · f7 pedone del nero · g7 re del nero · a6 pedone del nero · h6 pedone del nero · c5 torre del nero · f5 pedone del nero · a4 pedone del bianco · c4 cavallo del nero · e4 pedone del nero · g4 pedone del bianco · a2 alfiere del bianco · e2 pedone del bianco · f2 pedone del bianco · h2 pedone del bianco · e1 re del bianco | e8 torre del bianco · b7 pedone del nero · f7 pedone del nero · g7 re del nero · a6 pedone del nero · h6 pedone del nero · c5 torre del nero · f5 pedone del nero · a4 pedone del bianco · c4 cavallo del nero · e4 pedone del nero · g4 pedone del bianco · a2 alfiere del bianco · e2 pedone del bianco · f2 pedone del bianco · h2 pedone del bianco · e1 re del bianco | 8 |
| 7 | e8 torre del bianco · b7 pedone del nero · f7 pedone del nero · g7 re del nero · a6 pedone del nero · h6 pedone del nero · c5 torre del nero · f5 pedone del nero · a4 pedone del bianco · c4 cavallo del nero · e4 pedone del nero · g4 pedone del bianco · a2 alfiere del bianco · e2 pedone del bianco · f2 pedone del bianco · h2 pedone del bianco · e1 re del bianco | e8 torre del bianco · b7 pedone del nero · f7 pedone del nero · g7 re del nero · a6 pedone del nero · h6 pedone del nero · c5 torre del nero · f5 pedone del nero · a4 pedone del bianco · c4 cavallo del nero · e4 pedone del nero · g4 pedone del bianco · a2 alfiere del bianco · e2 pedone del bianco · f2 pedone del bianco · h2 pedone del bianco · e1 re del bianco | e8 torre del bianco · b7 pedone del nero · f7 pedone del nero · g7 re del nero · a6 pedone del nero · h6 pedone del nero · c5 torre del nero · f5 pedone del nero · a4 pedone del bianco · c4 cavallo del nero · e4 pedone del nero · g4 pedone del bianco · a2 alfiere del bianco · e2 pedone del bianco · f2 pedone del bianco · h2 pedone del bianco · e1 re del bianco | e8 torre del bianco · b7 pedone del nero · f7 pedone del nero · g7 re del nero · a6 pedone del nero · h6 pedone del nero · c5 torre del nero · f5 pedone del nero · a4 pedone del bianco · c4 cavallo del nero · e4 pedone del nero · g4 pedone del bianco · a2 alfiere del bianco · e2 pedone del bianco · f2 pedone del bianco · h2 pedone del bianco · e1 re del bianco | e8 torre del bianco · b7 pedone del nero · f7 pedone del nero · g7 re del nero · a6 pedone del nero · h6 pedone del nero · c5 torre del nero · f5 pedone del nero · a4 pedone del bianco · c4 cavallo del nero · e4 pedone del nero · g4 pedone del bianco · a2 alfiere del bianco · e2 pedone del bianco · f2 pedone del bianco · h2 pedone del bianco · e1 re del bianco | e8 torre del bianco · b7 pedone del nero · f7 pedone del nero · g7 re del nero · a6 pedone del nero · h6 pedone del nero · c5 torre del nero · f5 pedone del nero · a4 pedone del bianco · c4 cavallo del nero · e4 pedone del nero · g4 pedone del bianco · a2 alfiere del bianco · e2 pedone del bianco · f2 pedone del bianco · h2 pedone del bianco · e1 re del bianco | e8 torre del bianco · b7 pedone del nero · f7 pedone del nero · g7 re del nero · a6 pedone del nero · h6 pedone del nero · c5 torre del nero · f5 pedone del nero · a4 pedone del bianco · c4 cavallo del nero · e4 pedone del nero · g4 pedone del bianco · a2 alfiere del bianco · e2 pedone del bianco · f2 pedone del bianco · h2 pedone del bianco · e1 re del bianco | e8 torre del bianco · b7 pedone del nero · f7 pedone del nero · g7 re del nero · a6 pedone del nero · h6 pedone del nero · c5 torre del nero · f5 pedone del nero · a4 pedone del bianco · c4 cavallo del nero · e4 pedone del nero · g4 pedone del bianco · a2 alfiere del bianco · e2 pedone del bianco · f2 pedone del bianco · h2 pedone del bianco · e1 re del bianco | 7 |
| 6 | e8 torre del bianco · b7 pedone del nero · f7 pedone del nero · g7 re del nero · a6 pedone del nero · h6 pedone del nero · c5 torre del nero · f5 pedone del nero · a4 pedone del bianco · c4 cavallo del nero · e4 pedone del nero · g4 pedone del bianco · a2 alfiere del bianco · e2 pedone del bianco · f2 pedone del bianco · h2 pedone del bianco · e1 re del bianco | e8 torre del bianco · b7 pedone del nero · f7 pedone del nero · g7 re del nero · a6 pedone del nero · h6 pedone del nero · c5 torre del nero · f5 pedone del nero · a4 pedone del bianco · c4 cavallo del nero · e4 pedone del nero · g4 pedone del bianco · a2 alfiere del bianco · e2 pedone del bianco · f2 pedone del bianco · h2 pedone del bianco · e1 re del bianco | e8 torre del bianco · b7 pedone del nero · f7 pedone del nero · g7 re del nero · a6 pedone del nero · h6 pedone del nero · c5 torre del nero · f5 pedone del nero · a4 pedone del bianco · c4 cavallo del nero · e4 pedone del nero · g4 pedone del bianco · a2 alfiere del bianco · e2 pedone del bianco · f2 pedone del bianco · h2 pedone del bianco · e1 re del bianco | e8 torre del bianco · b7 pedone del nero · f7 pedone del nero · g7 re del nero · a6 pedone del nero · h6 pedone del nero · c5 torre del nero · f5 pedone del nero · a4 pedone del bianco · c4 cavallo del nero · e4 pedone del nero · g4 pedone del bianco · a2 alfiere del bianco · e2 pedone del bianco · f2 pedone del bianco · h2 pedone del bianco · e1 re del bianco | e8 torre del bianco · b7 pedone del nero · f7 pedone del nero · g7 re del nero · a6 pedone del nero · h6 pedone del nero · c5 torre del nero · f5 pedone del nero · a4 pedone del bianco · c4 cavallo del nero · e4 pedone del nero · g4 pedone del bianco · a2 alfiere del bianco · e2 pedone del bianco · f2 pedone del bianco · h2 pedone del bianco · e1 re del bianco | e8 torre del bianco · b7 pedone del nero · f7 pedone del nero · g7 re del nero · a6 pedone del nero · h6 pedone del nero · c5 torre del nero · f5 pedone del nero · a4 pedone del bianco · c4 cavallo del nero · e4 pedone del nero · g4 pedone del bianco · a2 alfiere del bianco · e2 pedone del bianco · f2 pedone del bianco · h2 pedone del bianco · e1 re del bianco | e8 torre del bianco · b7 pedone del nero · f7 pedone del nero · g7 re del nero · a6 pedone del nero · h6 pedone del nero · c5 torre del nero · f5 pedone del nero · a4 pedone del bianco · c4 cavallo del nero · e4 pedone del nero · g4 pedone del bianco · a2 alfiere del bianco · e2 pedone del bianco · f2 pedone del bianco · h2 pedone del bianco · e1 re del bianco | e8 torre del bianco · b7 pedone del nero · f7 pedone del nero · g7 re del nero · a6 pedone del nero · h6 pedone del nero · c5 torre del nero · f5 pedone del nero · a4 pedone del bianco · c4 cavallo del nero · e4 pedone del nero · g4 pedone del bianco · a2 alfiere del bianco · e2 pedone del bianco · f2 pedone del bianco · h2 pedone del bianco · e1 re del bianco | 6 |
| 5 | e8 torre del bianco · b7 pedone del nero · f7 pedone del nero · g7 re del nero · a6 pedone del nero · h6 pedone del nero · c5 torre del nero · f5 pedone del nero · a4 pedone del bianco · c4 cavallo del nero · e4 pedone del nero · g4 pedone del bianco · a2 alfiere del bianco · e2 pedone del bianco · f2 pedone del bianco · h2 pedone del bianco · e1 re del bianco | e8 torre del bianco · b7 pedone del nero · f7 pedone del nero · g7 re del nero · a6 pedone del nero · h6 pedone del nero · c5 torre del nero · f5 pedone del nero · a4 pedone del bianco · c4 cavallo del nero · e4 pedone del nero · g4 pedone del bianco · a2 alfiere del bianco · e2 pedone del bianco · f2 pedone del bianco · h2 pedone del bianco · e1 re del bianco | e8 torre del bianco · b7 pedone del nero · f7 pedone del nero · g7 re del nero · a6 pedone del nero · h6 pedone del nero · c5 torre del nero · f5 pedone del nero · a4 pedone del bianco · c4 cavallo del nero · e4 pedone del nero · g4 pedone del bianco · a2 alfiere del bianco · e2 pedone del bianco · f2 pedone del bianco · h2 pedone del bianco · e1 re del bianco | e8 torre del bianco · b7 pedone del nero · f7 pedone del nero · g7 re del nero · a6 pedone del nero · h6 pedone del nero · c5 torre del nero · f5 pedone del nero · a4 pedone del bianco · c4 cavallo del nero · e4 pedone del nero · g4 pedone del bianco · a2 alfiere del bianco · e2 pedone del bianco · f2 pedone del bianco · h2 pedone del bianco · e1 re del bianco | e8 torre del bianco · b7 pedone del nero · f7 pedone del nero · g7 re del nero · a6 pedone del nero · h6 pedone del nero · c5 torre del nero · f5 pedone del nero · a4 pedone del bianco · c4 cavallo del nero · e4 pedone del nero · g4 pedone del bianco · a2 alfiere del bianco · e2 pedone del bianco · f2 pedone del bianco · h2 pedone del bianco · e1 re del bianco | e8 torre del bianco · b7 pedone del nero · f7 pedone del nero · g7 re del nero · a6 pedone del nero · h6 pedone del nero · c5 torre del nero · f5 pedone del nero · a4 pedone del bianco · c4 cavallo del nero · e4 pedone del nero · g4 pedone del bianco · a2 alfiere del bianco · e2 pedone del bianco · f2 pedone del bianco · h2 pedone del bianco · e1 re del bianco | e8 torre del bianco · b7 pedone del nero · f7 pedone del nero · g7 re del nero · a6 pedone del nero · h6 pedone del nero · c5 torre del nero · f5 pedone del nero · a4 pedone del bianco · c4 cavallo del nero · e4 pedone del nero · g4 pedone del bianco · a2 alfiere del bianco · e2 pedone del bianco · f2 pedone del bianco · h2 pedone del bianco · e1 re del bianco | e8 torre del bianco · b7 pedone del nero · f7 pedone del nero · g7 re del nero · a6 pedone del nero · h6 pedone del nero · c5 torre del nero · f5 pedone del nero · a4 pedone del bianco · c4 cavallo del nero · e4 pedone del nero · g4 pedone del bianco · a2 alfiere del bianco · e2 pedone del bianco · f2 pedone del bianco · h2 pedone del bianco · e1 re del bianco | 5 |
| 4 | e8 torre del bianco · b7 pedone del nero · f7 pedone del nero · g7 re del nero · a6 pedone del nero · h6 pedone del nero · c5 torre del nero · f5 pedone del nero · a4 pedone del bianco · c4 cavallo del nero · e4 pedone del nero · g4 pedone del bianco · a2 alfiere del bianco · e2 pedone del bianco · f2 pedone del bianco · h2 pedone del bianco · e1 re del bianco | e8 torre del bianco · b7 pedone del nero · f7 pedone del nero · g7 re del nero · a6 pedone del nero · h6 pedone del nero · c5 torre del nero · f5 pedone del nero · a4 pedone del bianco · c4 cavallo del nero · e4 pedone del nero · g4 pedone del bianco · a2 alfiere del bianco · e2 pedone del bianco · f2 pedone del bianco · h2 pedone del bianco · e1 re del bianco | e8 torre del bianco · b7 pedone del nero · f7 pedone del nero · g7 re del nero · a6 pedone del nero · h6 pedone del nero · c5 torre del nero · f5 pedone del nero · a4 pedone del bianco · c4 cavallo del nero · e4 pedone del nero · g4 pedone del bianco · a2 alfiere del bianco · e2 pedone del bianco · f2 pedone del bianco · h2 pedone del bianco · e1 re del bianco | e8 torre del bianco · b7 pedone del nero · f7 pedone del nero · g7 re del nero · a6 pedone del nero · h6 pedone del nero · c5 torre del nero · f5 pedone del nero · a4 pedone del bianco · c4 cavallo del nero · e4 pedone del nero · g4 pedone del bianco · a2 alfiere del bianco · e2 pedone del bianco · f2 pedone del bianco · h2 pedone del bianco · e1 re del bianco | e8 torre del bianco · b7 pedone del nero · f7 pedone del nero · g7 re del nero · a6 pedone del nero · h6 pedone del nero · c5 torre del nero · f5 pedone del nero · a4 pedone del bianco · c4 cavallo del nero · e4 pedone del nero · g4 pedone del bianco · a2 alfiere del bianco · e2 pedone del bianco · f2 pedone del bianco · h2 pedone del bianco · e1 re del bianco | e8 torre del bianco · b7 pedone del nero · f7 pedone del nero · g7 re del nero · a6 pedone del nero · h6 pedone del nero · c5 torre del nero · f5 pedone del nero · a4 pedone del bianco · c4 cavallo del nero · e4 pedone del nero · g4 pedone del bianco · a2 alfiere del bianco · e2 pedone del bianco · f2 pedone del bianco · h2 pedone del bianco · e1 re del bianco | e8 torre del bianco · b7 pedone del nero · f7 pedone del nero · g7 re del nero · a6 pedone del nero · h6 pedone del nero · c5 torre del nero · f5 pedone del nero · a4 pedone del bianco · c4 cavallo del nero · e4 pedone del nero · g4 pedone del bianco · a2 alfiere del bianco · e2 pedone del bianco · f2 pedone del bianco · h2 pedone del bianco · e1 re del bianco | e8 torre del bianco · b7 pedone del nero · f7 pedone del nero · g7 re del nero · a6 pedone del nero · h6 pedone del nero · c5 torre del nero · f5 pedone del nero · a4 pedone del bianco · c4 cavallo del nero · e4 pedone del nero · g4 pedone del bianco · a2 alfiere del bianco · e2 pedone del bianco · f2 pedone del bianco · h2 pedone del bianco · e1 re del bianco | 4 |
| 3 | e8 torre del bianco · b7 pedone del nero · f7 pedone del nero · g7 re del nero · a6 pedone del nero · h6 pedone del nero · c5 torre del nero · f5 pedone del nero · a4 pedone del bianco · c4 cavallo del nero · e4 pedone del nero · g4 pedone del bianco · a2 alfiere del bianco · e2 pedone del bianco · f2 pedone del bianco · h2 pedone del bianco · e1 re del bianco | e8 torre del bianco · b7 pedone del nero · f7 pedone del nero · g7 re del nero · a6 pedone del nero · h6 pedone del nero · c5 torre del nero · f5 pedone del nero · a4 pedone del bianco · c4 cavallo del nero · e4 pedone del nero · g4 pedone del bianco · a2 alfiere del bianco · e2 pedone del bianco · f2 pedone del bianco · h2 pedone del bianco · e1 re del bianco | e8 torre del bianco · b7 pedone del nero · f7 pedone del nero · g7 re del nero · a6 pedone del nero · h6 pedone del nero · c5 torre del nero · f5 pedone del nero · a4 pedone del bianco · c4 cavallo del nero · e4 pedone del nero · g4 pedone del bianco · a2 alfiere del bianco · e2 pedone del bianco · f2 pedone del bianco · h2 pedone del bianco · e1 re del bianco | e8 torre del bianco · b7 pedone del nero · f7 pedone del nero · g7 re del nero · a6 pedone del nero · h6 pedone del nero · c5 torre del nero · f5 pedone del nero · a4 pedone del bianco · c4 cavallo del nero · e4 pedone del nero · g4 pedone del bianco · a2 alfiere del bianco · e2 pedone del bianco · f2 pedone del bianco · h2 pedone del bianco · e1 re del bianco | e8 torre del bianco · b7 pedone del nero · f7 pedone del nero · g7 re del nero · a6 pedone del nero · h6 pedone del nero · c5 torre del nero · f5 pedone del nero · a4 pedone del bianco · c4 cavallo del nero · e4 pedone del nero · g4 pedone del bianco · a2 alfiere del bianco · e2 pedone del bianco · f2 pedone del bianco · h2 pedone del bianco · e1 re del bianco | e8 torre del bianco · b7 pedone del nero · f7 pedone del nero · g7 re del nero · a6 pedone del nero · h6 pedone del nero · c5 torre del nero · f5 pedone del nero · a4 pedone del bianco · c4 cavallo del nero · e4 pedone del nero · g4 pedone del bianco · a2 alfiere del bianco · e2 pedone del bianco · f2 pedone del bianco · h2 pedone del bianco · e1 re del bianco | e8 torre del bianco · b7 pedone del nero · f7 pedone del nero · g7 re del nero · a6 pedone del nero · h6 pedone del nero · c5 torre del nero · f5 pedone del nero · a4 pedone del bianco · c4 cavallo del nero · e4 pedone del nero · g4 pedone del bianco · a2 alfiere del bianco · e2 pedone del bianco · f2 pedone del bianco · h2 pedone del bianco · e1 re del bianco | e8 torre del bianco · b7 pedone del nero · f7 pedone del nero · g7 re del nero · a6 pedone del nero · h6 pedone del nero · c5 torre del nero · f5 pedone del nero · a4 pedone del bianco · c4 cavallo del nero · e4 pedone del nero · g4 pedone del bianco · a2 alfiere del bianco · e2 pedone del bianco · f2 pedone del bianco · h2 pedone del bianco · e1 re del bianco | 3 |
| 2 | e8 torre del bianco · b7 pedone del nero · f7 pedone del nero · g7 re del nero · a6 pedone del nero · h6 pedone del nero · c5 torre del nero · f5 pedone del nero · a4 pedone del bianco · c4 cavallo del nero · e4 pedone del nero · g4 pedone del bianco · a2 alfiere del bianco · e2 pedone del bianco · f2 pedone del bianco · h2 pedone del bianco · e1 re del bianco | e8 torre del bianco · b7 pedone del nero · f7 pedone del nero · g7 re del nero · a6 pedone del nero · h6 pedone del nero · c5 torre del nero · f5 pedone del nero · a4 pedone del bianco · c4 cavallo del nero · e4 pedone del nero · g4 pedone del bianco · a2 alfiere del bianco · e2 pedone del bianco · f2 pedone del bianco · h2 pedone del bianco · e1 re del bianco | e8 torre del bianco · b7 pedone del nero · f7 pedone del nero · g7 re del nero · a6 pedone del nero · h6 pedone del nero · c5 torre del nero · f5 pedone del nero · a4 pedone del bianco · c4 cavallo del nero · e4 pedone del nero · g4 pedone del bianco · a2 alfiere del bianco · e2 pedone del bianco · f2 pedone del bianco · h2 pedone del bianco · e1 re del bianco | e8 torre del bianco · b7 pedone del nero · f7 pedone del nero · g7 re del nero · a6 pedone del nero · h6 pedone del nero · c5 torre del nero · f5 pedone del nero · a4 pedone del bianco · c4 cavallo del nero · e4 pedone del nero · g4 pedone del bianco · a2 alfiere del bianco · e2 pedone del bianco · f2 pedone del bianco · h2 pedone del bianco · e1 re del bianco | e8 torre del bianco · b7 pedone del nero · f7 pedone del nero · g7 re del nero · a6 pedone del nero · h6 pedone del nero · c5 torre del nero · f5 pedone del nero · a4 pedone del bianco · c4 cavallo del nero · e4 pedone del nero · g4 pedone del bianco · a2 alfiere del bianco · e2 pedone del bianco · f2 pedone del bianco · h2 pedone del bianco · e1 re del bianco | e8 torre del bianco · b7 pedone del nero · f7 pedone del nero · g7 re del nero · a6 pedone del nero · h6 pedone del nero · c5 torre del nero · f5 pedone del nero · a4 pedone del bianco · c4 cavallo del nero · e4 pedone del nero · g4 pedone del bianco · a2 alfiere del bianco · e2 pedone del bianco · f2 pedone del bianco · h2 pedone del bianco · e1 re del bianco | e8 torre del bianco · b7 pedone del nero · f7 pedone del nero · g7 re del nero · a6 pedone del nero · h6 pedone del nero · c5 torre del nero · f5 pedone del nero · a4 pedone del bianco · c4 cavallo del nero · e4 pedone del nero · g4 pedone del bianco · a2 alfiere del bianco · e2 pedone del bianco · f2 pedone del bianco · h2 pedone del bianco · e1 re del bianco | e8 torre del bianco · b7 pedone del nero · f7 pedone del nero · g7 re del nero · a6 pedone del nero · h6 pedone del nero · c5 torre del nero · f5 pedone del nero · a4 pedone del bianco · c4 cavallo del nero · e4 pedone del nero · g4 pedone del bianco · a2 alfiere del bianco · e2 pedone del bianco · f2 pedone del bianco · h2 pedone del bianco · e1 re del bianco | 2 |
| 1 | e8 torre del bianco · b7 pedone del nero · f7 pedone del nero · g7 re del nero · a6 pedone del nero · h6 pedone del nero · c5 torre del nero · f5 pedone del nero · a4 pedone del bianco · c4 cavallo del nero · e4 pedone del nero · g4 pedone del bianco · a2 alfiere del bianco · e2 pedone del bianco · f2 pedone del bianco · h2 pedone del bianco · e1 re del bianco | e8 torre del bianco · b7 pedone del nero · f7 pedone del nero · g7 re del nero · a6 pedone del nero · h6 pedone del nero · c5 torre del nero · f5 pedone del nero · a4 pedone del bianco · c4 cavallo del nero · e4 pedone del nero · g4 pedone del bianco · a2 alfiere del bianco · e2 pedone del bianco · f2 pedone del bianco · h2 pedone del bianco · e1 re del bianco | e8 torre del bianco · b7 pedone del nero · f7 pedone del nero · g7 re del nero · a6 pedone del nero · h6 pedone del nero · c5 torre del nero · f5 pedone del nero · a4 pedone del bianco · c4 cavallo del nero · e4 pedone del nero · g4 pedone del bianco · a2 alfiere del bianco · e2 pedone del bianco · f2 pedone del bianco · h2 pedone del bianco · e1 re del bianco | e8 torre del bianco · b7 pedone del nero · f7 pedone del nero · g7 re del nero · a6 pedone del nero · h6 pedone del nero · c5 torre del nero · f5 pedone del nero · a4 pedone del bianco · c4 cavallo del nero · e4 pedone del nero · g4 pedone del bianco · a2 alfiere del bianco · e2 pedone del bianco · f2 pedone del bianco · h2 pedone del bianco · e1 re del bianco | e8 torre del bianco · b7 pedone del nero · f7 pedone del nero · g7 re del nero · a6 pedone del nero · h6 pedone del nero · c5 torre del nero · f5 pedone del nero · a4 pedone del bianco · c4 cavallo del nero · e4 pedone del nero · g4 pedone del bianco · a2 alfiere del bianco · e2 pedone del bianco · f2 pedone del bianco · h2 pedone del bianco · e1 re del bianco | e8 torre del bianco · b7 pedone del nero · f7 pedone del nero · g7 re del nero · a6 pedone del nero · h6 pedone del nero · c5 torre del nero · f5 pedone del nero · a4 pedone del bianco · c4 cavallo del nero · e4 pedone del nero · g4 pedone del bianco · a2 alfiere del bianco · e2 pedone del bianco · f2 pedone del bianco · h2 pedone del bianco · e1 re del bianco | e8 torre del bianco · b7 pedone del nero · f7 pedone del nero · g7 re del nero · a6 pedone del nero · h6 pedone del nero · c5 torre del nero · f5 pedone del nero · a4 pedone del bianco · c4 cavallo del nero · e4 pedone del nero · g4 pedone del bianco · a2 alfiere del bianco · e2 pedone del bianco · f2 pedone del bianco · h2 pedone del bianco · e1 re del bianco | e8 torre del bianco · b7 pedone del nero · f7 pedone del nero · g7 re del nero · a6 pedone del nero · h6 pedone del nero · c5 torre del nero · f5 pedone del nero · a4 pedone del bianco · c4 cavallo del nero · e4 pedone del nero · g4 pedone del bianco · a2 alfiere del bianco · e2 pedone del bianco · f2 pedone del bianco · h2 pedone del bianco · e1 re del bianco | 1 |
|   | a | b | c | d | e | f | g | h |   |

Posizione: St. Louis Missouri, USA
Data: 4 settembre 2022
Bianco: Carlsen, Magnus
Nero: Niemann, Hans
E20: sistema Nimzo-indiano, Romanishin–Kasparov–Steiner
Risultato: 0–1
Mosse: 
1.d4 Cf6 2.c4 e6 3.Cc3 Ab4 4.g3 0-0 5.Ag2 d5 6.a3 Axc3+ 7.bxc3 dxc4 8.Cf3 c5 9.0-0 cxd4 10.Dxd4 Cc6 11.Dxc4 e5 12.Ag5 h6 13.Tfd1 Ae6 14.Txd8 Axc4 15.Txa8 Txa8 16.Axf6 gxf6 17.Rf1 Td8 18.Re1 Ca5 19.Td1 Tc8 20.Cd2 Ae6 21.c4 Axc4 22.Cxc4 Cxc4 23.Td8+ Rg7 24.Ad5 Tc7 25.Ta8 a6 26.Tb8 f5 27.Te8 e4 28.g4 Tc5 29.Aa2 Cc4 30.a4 (vedi diagramma) Cd6 31.Te7 fxg4 32.Td7 e3 33.fxe3 Ce4 34.Rf1 Tc1+ 35.Rg2 Tc2 36.Axf7 Txe2+ 37.Rg1 Te1+ 38.Rg2 Te2+ 39.Rg1 Rf6 40.Ad5 Td2 41.Tf7+ Rg6 42.Td7 Cg5 43.Af7+ Rf5 44.Txd2 Cf3+ 45.Rg2 Cxd2 46.a5 Re5 47.Rg3 Cf1+ 48.Rf2 Cxh2 49.e4 Rxe4 50.Ae6 Rf4 51.Ac8 Cf3 52.Axb7 Ce5 53.Axa6 Cc6 54.Ab7 Cxa5 55.Ad5 h5 56.Af7 h4 57.Ad5 0–1

### Il ritiro di Carlsen
Carlsen si è ritirato dal torneo il giorno successivo, twittando un semplice annuncio del suo ritiro insieme a un video di José Mourinho che dice "Preferisco davvero non parlare. Se parlo, sono in grossi guai."  Carlsen non ha formalmente affermato che Niemann avesse barato, ma il suo tweet è stato visto come una tacita accusa di cheating da parte di Niemann.
Questa è stata la prima volta nella sua carriera in cui Carlsen si è ritirato da un grande evento in corso e l'incidente è stato considerato "praticamente senza precedenti" negli scacchi di alto livello. L'ex campione del mondo Garry Kasparov ha affermato che il ritiro di Carlsen dal torneo "non ha avuto precedenti negli ultimi 50 anni" e ha invitato Carlsen, che si era astenuto dal commentare, a spiegare la sua decisione. La dilagante speculazione sul ragionamento alla base del ritiro di Carlsen sui social media ha alimentato la crescente controversia. Un altro ex campione del mondo Anatoly Karpov ha aggiunto: "Carlsen ha giocato l'apertura con il Bianco così sorprendentemente male che automaticamente si è ritrovato in una peggior posizione. Ha poi mostrato una strana incapacità di affrontare la difficile situazione che si stava creando sulla scacchiera. I commenti per cui il Bianco ha perso senza possibilità di controgioco sono totalmente senza senso".

## Julius Baer Generation Cup
|   | a | b | c | d | e | f | g | h |   |
| 8 | a8 torre del nero · b8 cavallo del nero · c8 alfiere del nero · d8 donna del nero · e8 re del nero · f8 alfiere del nero · h8 torre del nero · a7 pedone del nero · b7 pedone del nero · c7 pedone del nero · d7 pedone del nero · e7 pedone del nero · f7 pedone del nero · g7 pedone del nero · h7 pedone del nero · f6 cavallo del nero · c4 pedone del bianco · d4 pedone del bianco · a2 pedone del bianco · b2 pedone del bianco · e2 pedone del bianco · f2 pedone del bianco · g2 pedone del bianco · h2 pedone del bianco · a1 torre del bianco · b1 cavallo del bianco · c1 alfiere del bianco · d1 donna del bianco · e1 re del bianco · f1 alfiere del bianco · g1 cavallo del bianco · h1 torre del bianco | a8 torre del nero · b8 cavallo del nero · c8 alfiere del nero · d8 donna del nero · e8 re del nero · f8 alfiere del nero · h8 torre del nero · a7 pedone del nero · b7 pedone del nero · c7 pedone del nero · d7 pedone del nero · e7 pedone del nero · f7 pedone del nero · g7 pedone del nero · h7 pedone del nero · f6 cavallo del nero · c4 pedone del bianco · d4 pedone del bianco · a2 pedone del bianco · b2 pedone del bianco · e2 pedone del bianco · f2 pedone del bianco · g2 pedone del bianco · h2 pedone del bianco · a1 torre del bianco · b1 cavallo del bianco · c1 alfiere del bianco · d1 donna del bianco · e1 re del bianco · f1 alfiere del bianco · g1 cavallo del bianco · h1 torre del bianco | a8 torre del nero · b8 cavallo del nero · c8 alfiere del nero · d8 donna del nero · e8 re del nero · f8 alfiere del nero · h8 torre del nero · a7 pedone del nero · b7 pedone del nero · c7 pedone del nero · d7 pedone del nero · e7 pedone del nero · f7 pedone del nero · g7 pedone del nero · h7 pedone del nero · f6 cavallo del nero · c4 pedone del bianco · d4 pedone del bianco · a2 pedone del bianco · b2 pedone del bianco · e2 pedone del bianco · f2 pedone del bianco · g2 pedone del bianco · h2 pedone del bianco · a1 torre del bianco · b1 cavallo del bianco · c1 alfiere del bianco · d1 donna del bianco · e1 re del bianco · f1 alfiere del bianco · g1 cavallo del bianco · h1 torre del bianco | a8 torre del nero · b8 cavallo del nero · c8 alfiere del nero · d8 donna del nero · e8 re del nero · f8 alfiere del nero · h8 torre del nero · a7 pedone del nero · b7 pedone del nero · c7 pedone del nero · d7 pedone del nero · e7 pedone del nero · f7 pedone del nero · g7 pedone del nero · h7 pedone del nero · f6 cavallo del nero · c4 pedone del bianco · d4 pedone del bianco · a2 pedone del bianco · b2 pedone del bianco · e2 pedone del bianco · f2 pedone del bianco · g2 pedone del bianco · h2 pedone del bianco · a1 torre del bianco · b1 cavallo del bianco · c1 alfiere del bianco · d1 donna del bianco · e1 re del bianco · f1 alfiere del bianco · g1 cavallo del bianco · h1 torre del bianco | a8 torre del nero · b8 cavallo del nero · c8 alfiere del nero · d8 donna del nero · e8 re del nero · f8 alfiere del nero · h8 torre del nero · a7 pedone del nero · b7 pedone del nero · c7 pedone del nero · d7 pedone del nero · e7 pedone del nero · f7 pedone del nero · g7 pedone del nero · h7 pedone del nero · f6 cavallo del nero · c4 pedone del bianco · d4 pedone del bianco · a2 pedone del bianco · b2 pedone del bianco · e2 pedone del bianco · f2 pedone del bianco · g2 pedone del bianco · h2 pedone del bianco · a1 torre del bianco · b1 cavallo del bianco · c1 alfiere del bianco · d1 donna del bianco · e1 re del bianco · f1 alfiere del bianco · g1 cavallo del bianco · h1 torre del bianco | a8 torre del nero · b8 cavallo del nero · c8 alfiere del nero · d8 donna del nero · e8 re del nero · f8 alfiere del nero · h8 torre del nero · a7 pedone del nero · b7 pedone del nero · c7 pedone del nero · d7 pedone del nero · e7 pedone del nero · f7 pedone del nero · g7 pedone del nero · h7 pedone del nero · f6 cavallo del nero · c4 pedone del bianco · d4 pedone del bianco · a2 pedone del bianco · b2 pedone del bianco · e2 pedone del bianco · f2 pedone del bianco · g2 pedone del bianco · h2 pedone del bianco · a1 torre del bianco · b1 cavallo del bianco · c1 alfiere del bianco · d1 donna del bianco · e1 re del bianco · f1 alfiere del bianco · g1 cavallo del bianco · h1 torre del bianco | a8 torre del nero · b8 cavallo del nero · c8 alfiere del nero · d8 donna del nero · e8 re del nero · f8 alfiere del nero · h8 torre del nero · a7 pedone del nero · b7 pedone del nero · c7 pedone del nero · d7 pedone del nero · e7 pedone del nero · f7 pedone del nero · g7 pedone del nero · h7 pedone del nero · f6 cavallo del nero · c4 pedone del bianco · d4 pedone del bianco · a2 pedone del bianco · b2 pedone del bianco · e2 pedone del bianco · f2 pedone del bianco · g2 pedone del bianco · h2 pedone del bianco · a1 torre del bianco · b1 cavallo del bianco · c1 alfiere del bianco · d1 donna del bianco · e1 re del bianco · f1 alfiere del bianco · g1 cavallo del bianco · h1 torre del bianco | a8 torre del nero · b8 cavallo del nero · c8 alfiere del nero · d8 donna del nero · e8 re del nero · f8 alfiere del nero · h8 torre del nero · a7 pedone del nero · b7 pedone del nero · c7 pedone del nero · d7 pedone del nero · e7 pedone del nero · f7 pedone del nero · g7 pedone del nero · h7 pedone del nero · f6 cavallo del nero · c4 pedone del bianco · d4 pedone del bianco · a2 pedone del bianco · b2 pedone del bianco · e2 pedone del bianco · f2 pedone del bianco · g2 pedone del bianco · h2 pedone del bianco · a1 torre del bianco · b1 cavallo del bianco · c1 alfiere del bianco · d1 donna del bianco · e1 re del bianco · f1 alfiere del bianco · g1 cavallo del bianco · h1 torre del bianco | 8 |
| 7 | a8 torre del nero · b8 cavallo del nero · c8 alfiere del nero · d8 donna del nero · e8 re del nero · f8 alfiere del nero · h8 torre del nero · a7 pedone del nero · b7 pedone del nero · c7 pedone del nero · d7 pedone del nero · e7 pedone del nero · f7 pedone del nero · g7 pedone del nero · h7 pedone del nero · f6 cavallo del nero · c4 pedone del bianco · d4 pedone del bianco · a2 pedone del bianco · b2 pedone del bianco · e2 pedone del bianco · f2 pedone del bianco · g2 pedone del bianco · h2 pedone del bianco · a1 torre del bianco · b1 cavallo del bianco · c1 alfiere del bianco · d1 donna del bianco · e1 re del bianco · f1 alfiere del bianco · g1 cavallo del bianco · h1 torre del bianco | a8 torre del nero · b8 cavallo del nero · c8 alfiere del nero · d8 donna del nero · e8 re del nero · f8 alfiere del nero · h8 torre del nero · a7 pedone del nero · b7 pedone del nero · c7 pedone del nero · d7 pedone del nero · e7 pedone del nero · f7 pedone del nero · g7 pedone del nero · h7 pedone del nero · f6 cavallo del nero · c4 pedone del bianco · d4 pedone del bianco · a2 pedone del bianco · b2 pedone del bianco · e2 pedone del bianco · f2 pedone del bianco · g2 pedone del bianco · h2 pedone del bianco · a1 torre del bianco · b1 cavallo del bianco · c1 alfiere del bianco · d1 donna del bianco · e1 re del bianco · f1 alfiere del bianco · g1 cavallo del bianco · h1 torre del bianco | a8 torre del nero · b8 cavallo del nero · c8 alfiere del nero · d8 donna del nero · e8 re del nero · f8 alfiere del nero · h8 torre del nero · a7 pedone del nero · b7 pedone del nero · c7 pedone del nero · d7 pedone del nero · e7 pedone del nero · f7 pedone del nero · g7 pedone del nero · h7 pedone del nero · f6 cavallo del nero · c4 pedone del bianco · d4 pedone del bianco · a2 pedone del bianco · b2 pedone del bianco · e2 pedone del bianco · f2 pedone del bianco · g2 pedone del bianco · h2 pedone del bianco · a1 torre del bianco · b1 cavallo del bianco · c1 alfiere del bianco · d1 donna del bianco · e1 re del bianco · f1 alfiere del bianco · g1 cavallo del bianco · h1 torre del bianco | a8 torre del nero · b8 cavallo del nero · c8 alfiere del nero · d8 donna del nero · e8 re del nero · f8 alfiere del nero · h8 torre del nero · a7 pedone del nero · b7 pedone del nero · c7 pedone del nero · d7 pedone del nero · e7 pedone del nero · f7 pedone del nero · g7 pedone del nero · h7 pedone del nero · f6 cavallo del nero · c4 pedone del bianco · d4 pedone del bianco · a2 pedone del bianco · b2 pedone del bianco · e2 pedone del bianco · f2 pedone del bianco · g2 pedone del bianco · h2 pedone del bianco · a1 torre del bianco · b1 cavallo del bianco · c1 alfiere del bianco · d1 donna del bianco · e1 re del bianco · f1 alfiere del bianco · g1 cavallo del bianco · h1 torre del bianco | a8 torre del nero · b8 cavallo del nero · c8 alfiere del nero · d8 donna del nero · e8 re del nero · f8 alfiere del nero · h8 torre del nero · a7 pedone del nero · b7 pedone del nero · c7 pedone del nero · d7 pedone del nero · e7 pedone del nero · f7 pedone del nero · g7 pedone del nero · h7 pedone del nero · f6 cavallo del nero · c4 pedone del bianco · d4 pedone del bianco · a2 pedone del bianco · b2 pedone del bianco · e2 pedone del bianco · f2 pedone del bianco · g2 pedone del bianco · h2 pedone del bianco · a1 torre del bianco · b1 cavallo del bianco · c1 alfiere del bianco · d1 donna del bianco · e1 re del bianco · f1 alfiere del bianco · g1 cavallo del bianco · h1 torre del bianco | a8 torre del nero · b8 cavallo del nero · c8 alfiere del nero · d8 donna del nero · e8 re del nero · f8 alfiere del nero · h8 torre del nero · a7 pedone del nero · b7 pedone del nero · c7 pedone del nero · d7 pedone del nero · e7 pedone del nero · f7 pedone del nero · g7 pedone del nero · h7 pedone del nero · f6 cavallo del nero · c4 pedone del bianco · d4 pedone del bianco · a2 pedone del bianco · b2 pedone del bianco · e2 pedone del bianco · f2 pedone del bianco · g2 pedone del bianco · h2 pedone del bianco · a1 torre del bianco · b1 cavallo del bianco · c1 alfiere del bianco · d1 donna del bianco · e1 re del bianco · f1 alfiere del bianco · g1 cavallo del bianco · h1 torre del bianco | a8 torre del nero · b8 cavallo del nero · c8 alfiere del nero · d8 donna del nero · e8 re del nero · f8 alfiere del nero · h8 torre del nero · a7 pedone del nero · b7 pedone del nero · c7 pedone del nero · d7 pedone del nero · e7 pedone del nero · f7 pedone del nero · g7 pedone del nero · h7 pedone del nero · f6 cavallo del nero · c4 pedone del bianco · d4 pedone del bianco · a2 pedone del bianco · b2 pedone del bianco · e2 pedone del bianco · f2 pedone del bianco · g2 pedone del bianco · h2 pedone del bianco · a1 torre del bianco · b1 cavallo del bianco · c1 alfiere del bianco · d1 donna del bianco · e1 re del bianco · f1 alfiere del bianco · g1 cavallo del bianco · h1 torre del bianco | a8 torre del nero · b8 cavallo del nero · c8 alfiere del nero · d8 donna del nero · e8 re del nero · f8 alfiere del nero · h8 torre del nero · a7 pedone del nero · b7 pedone del nero · c7 pedone del nero · d7 pedone del nero · e7 pedone del nero · f7 pedone del nero · g7 pedone del nero · h7 pedone del nero · f6 cavallo del nero · c4 pedone del bianco · d4 pedone del bianco · a2 pedone del bianco · b2 pedone del bianco · e2 pedone del bianco · f2 pedone del bianco · g2 pedone del bianco · h2 pedone del bianco · a1 torre del bianco · b1 cavallo del bianco · c1 alfiere del bianco · d1 donna del bianco · e1 re del bianco · f1 alfiere del bianco · g1 cavallo del bianco · h1 torre del bianco | 7 |
| 6 | a8 torre del nero · b8 cavallo del nero · c8 alfiere del nero · d8 donna del nero · e8 re del nero · f8 alfiere del nero · h8 torre del nero · a7 pedone del nero · b7 pedone del nero · c7 pedone del nero · d7 pedone del nero · e7 pedone del nero · f7 pedone del nero · g7 pedone del nero · h7 pedone del nero · f6 cavallo del nero · c4 pedone del bianco · d4 pedone del bianco · a2 pedone del bianco · b2 pedone del bianco · e2 pedone del bianco · f2 pedone del bianco · g2 pedone del bianco · h2 pedone del bianco · a1 torre del bianco · b1 cavallo del bianco · c1 alfiere del bianco · d1 donna del bianco · e1 re del bianco · f1 alfiere del bianco · g1 cavallo del bianco · h1 torre del bianco | a8 torre del nero · b8 cavallo del nero · c8 alfiere del nero · d8 donna del nero · e8 re del nero · f8 alfiere del nero · h8 torre del nero · a7 pedone del nero · b7 pedone del nero · c7 pedone del nero · d7 pedone del nero · e7 pedone del nero · f7 pedone del nero · g7 pedone del nero · h7 pedone del nero · f6 cavallo del nero · c4 pedone del bianco · d4 pedone del bianco · a2 pedone del bianco · b2 pedone del bianco · e2 pedone del bianco · f2 pedone del bianco · g2 pedone del bianco · h2 pedone del bianco · a1 torre del bianco · b1 cavallo del bianco · c1 alfiere del bianco · d1 donna del bianco · e1 re del bianco · f1 alfiere del bianco · g1 cavallo del bianco · h1 torre del bianco | a8 torre del nero · b8 cavallo del nero · c8 alfiere del nero · d8 donna del nero · e8 re del nero · f8 alfiere del nero · h8 torre del nero · a7 pedone del nero · b7 pedone del nero · c7 pedone del nero · d7 pedone del nero · e7 pedone del nero · f7 pedone del nero · g7 pedone del nero · h7 pedone del nero · f6 cavallo del nero · c4 pedone del bianco · d4 pedone del bianco · a2 pedone del bianco · b2 pedone del bianco · e2 pedone del bianco · f2 pedone del bianco · g2 pedone del bianco · h2 pedone del bianco · a1 torre del bianco · b1 cavallo del bianco · c1 alfiere del bianco · d1 donna del bianco · e1 re del bianco · f1 alfiere del bianco · g1 cavallo del bianco · h1 torre del bianco | a8 torre del nero · b8 cavallo del nero · c8 alfiere del nero · d8 donna del nero · e8 re del nero · f8 alfiere del nero · h8 torre del nero · a7 pedone del nero · b7 pedone del nero · c7 pedone del nero · d7 pedone del nero · e7 pedone del nero · f7 pedone del nero · g7 pedone del nero · h7 pedone del nero · f6 cavallo del nero · c4 pedone del bianco · d4 pedone del bianco · a2 pedone del bianco · b2 pedone del bianco · e2 pedone del bianco · f2 pedone del bianco · g2 pedone del bianco · h2 pedone del bianco · a1 torre del bianco · b1 cavallo del bianco · c1 alfiere del bianco · d1 donna del bianco · e1 re del bianco · f1 alfiere del bianco · g1 cavallo del bianco · h1 torre del bianco | a8 torre del nero · b8 cavallo del nero · c8 alfiere del nero · d8 donna del nero · e8 re del nero · f8 alfiere del nero · h8 torre del nero · a7 pedone del nero · b7 pedone del nero · c7 pedone del nero · d7 pedone del nero · e7 pedone del nero · f7 pedone del nero · g7 pedone del nero · h7 pedone del nero · f6 cavallo del nero · c4 pedone del bianco · d4 pedone del bianco · a2 pedone del bianco · b2 pedone del bianco · e2 pedone del bianco · f2 pedone del bianco · g2 pedone del bianco · h2 pedone del bianco · a1 torre del bianco · b1 cavallo del bianco · c1 alfiere del bianco · d1 donna del bianco · e1 re del bianco · f1 alfiere del bianco · g1 cavallo del bianco · h1 torre del bianco | a8 torre del nero · b8 cavallo del nero · c8 alfiere del nero · d8 donna del nero · e8 re del nero · f8 alfiere del nero · h8 torre del nero · a7 pedone del nero · b7 pedone del nero · c7 pedone del nero · d7 pedone del nero · e7 pedone del nero · f7 pedone del nero · g7 pedone del nero · h7 pedone del nero · f6 cavallo del nero · c4 pedone del bianco · d4 pedone del bianco · a2 pedone del bianco · b2 pedone del bianco · e2 pedone del bianco · f2 pedone del bianco · g2 pedone del bianco · h2 pedone del bianco · a1 torre del bianco · b1 cavallo del bianco · c1 alfiere del bianco · d1 donna del bianco · e1 re del bianco · f1 alfiere del bianco · g1 cavallo del bianco · h1 torre del bianco | a8 torre del nero · b8 cavallo del nero · c8 alfiere del nero · d8 donna del nero · e8 re del nero · f8 alfiere del nero · h8 torre del nero · a7 pedone del nero · b7 pedone del nero · c7 pedone del nero · d7 pedone del nero · e7 pedone del nero · f7 pedone del nero · g7 pedone del nero · h7 pedone del nero · f6 cavallo del nero · c4 pedone del bianco · d4 pedone del bianco · a2 pedone del bianco · b2 pedone del bianco · e2 pedone del bianco · f2 pedone del bianco · g2 pedone del bianco · h2 pedone del bianco · a1 torre del bianco · b1 cavallo del bianco · c1 alfiere del bianco · d1 donna del bianco · e1 re del bianco · f1 alfiere del bianco · g1 cavallo del bianco · h1 torre del bianco | a8 torre del nero · b8 cavallo del nero · c8 alfiere del nero · d8 donna del nero · e8 re del nero · f8 alfiere del nero · h8 torre del nero · a7 pedone del nero · b7 pedone del nero · c7 pedone del nero · d7 pedone del nero · e7 pedone del nero · f7 pedone del nero · g7 pedone del nero · h7 pedone del nero · f6 cavallo del nero · c4 pedone del bianco · d4 pedone del bianco · a2 pedone del bianco · b2 pedone del bianco · e2 pedone del bianco · f2 pedone del bianco · g2 pedone del bianco · h2 pedone del bianco · a1 torre del bianco · b1 cavallo del bianco · c1 alfiere del bianco · d1 donna del bianco · e1 re del bianco · f1 alfiere del bianco · g1 cavallo del bianco · h1 torre del bianco | 6 |
| 5 | a8 torre del nero · b8 cavallo del nero · c8 alfiere del nero · d8 donna del nero · e8 re del nero · f8 alfiere del nero · h8 torre del nero · a7 pedone del nero · b7 pedone del nero · c7 pedone del nero · d7 pedone del nero · e7 pedone del nero · f7 pedone del nero · g7 pedone del nero · h7 pedone del nero · f6 cavallo del nero · c4 pedone del bianco · d4 pedone del bianco · a2 pedone del bianco · b2 pedone del bianco · e2 pedone del bianco · f2 pedone del bianco · g2 pedone del bianco · h2 pedone del bianco · a1 torre del bianco · b1 cavallo del bianco · c1 alfiere del bianco · d1 donna del bianco · e1 re del bianco · f1 alfiere del bianco · g1 cavallo del bianco · h1 torre del bianco | a8 torre del nero · b8 cavallo del nero · c8 alfiere del nero · d8 donna del nero · e8 re del nero · f8 alfiere del nero · h8 torre del nero · a7 pedone del nero · b7 pedone del nero · c7 pedone del nero · d7 pedone del nero · e7 pedone del nero · f7 pedone del nero · g7 pedone del nero · h7 pedone del nero · f6 cavallo del nero · c4 pedone del bianco · d4 pedone del bianco · a2 pedone del bianco · b2 pedone del bianco · e2 pedone del bianco · f2 pedone del bianco · g2 pedone del bianco · h2 pedone del bianco · a1 torre del bianco · b1 cavallo del bianco · c1 alfiere del bianco · d1 donna del bianco · e1 re del bianco · f1 alfiere del bianco · g1 cavallo del bianco · h1 torre del bianco | a8 torre del nero · b8 cavallo del nero · c8 alfiere del nero · d8 donna del nero · e8 re del nero · f8 alfiere del nero · h8 torre del nero · a7 pedone del nero · b7 pedone del nero · c7 pedone del nero · d7 pedone del nero · e7 pedone del nero · f7 pedone del nero · g7 pedone del nero · h7 pedone del nero · f6 cavallo del nero · c4 pedone del bianco · d4 pedone del bianco · a2 pedone del bianco · b2 pedone del bianco · e2 pedone del bianco · f2 pedone del bianco · g2 pedone del bianco · h2 pedone del bianco · a1 torre del bianco · b1 cavallo del bianco · c1 alfiere del bianco · d1 donna del bianco · e1 re del bianco · f1 alfiere del bianco · g1 cavallo del bianco · h1 torre del bianco | a8 torre del nero · b8 cavallo del nero · c8 alfiere del nero · d8 donna del nero · e8 re del nero · f8 alfiere del nero · h8 torre del nero · a7 pedone del nero · b7 pedone del nero · c7 pedone del nero · d7 pedone del nero · e7 pedone del nero · f7 pedone del nero · g7 pedone del nero · h7 pedone del nero · f6 cavallo del nero · c4 pedone del bianco · d4 pedone del bianco · a2 pedone del bianco · b2 pedone del bianco · e2 pedone del bianco · f2 pedone del bianco · g2 pedone del bianco · h2 pedone del bianco · a1 torre del bianco · b1 cavallo del bianco · c1 alfiere del bianco · d1 donna del bianco · e1 re del bianco · f1 alfiere del bianco · g1 cavallo del bianco · h1 torre del bianco | a8 torre del nero · b8 cavallo del nero · c8 alfiere del nero · d8 donna del nero · e8 re del nero · f8 alfiere del nero · h8 torre del nero · a7 pedone del nero · b7 pedone del nero · c7 pedone del nero · d7 pedone del nero · e7 pedone del nero · f7 pedone del nero · g7 pedone del nero · h7 pedone del nero · f6 cavallo del nero · c4 pedone del bianco · d4 pedone del bianco · a2 pedone del bianco · b2 pedone del bianco · e2 pedone del bianco · f2 pedone del bianco · g2 pedone del bianco · h2 pedone del bianco · a1 torre del bianco · b1 cavallo del bianco · c1 alfiere del bianco · d1 donna del bianco · e1 re del bianco · f1 alfiere del bianco · g1 cavallo del bianco · h1 torre del bianco | a8 torre del nero · b8 cavallo del nero · c8 alfiere del nero · d8 donna del nero · e8 re del nero · f8 alfiere del nero · h8 torre del nero · a7 pedone del nero · b7 pedone del nero · c7 pedone del nero · d7 pedone del nero · e7 pedone del nero · f7 pedone del nero · g7 pedone del nero · h7 pedone del nero · f6 cavallo del nero · c4 pedone del bianco · d4 pedone del bianco · a2 pedone del bianco · b2 pedone del bianco · e2 pedone del bianco · f2 pedone del bianco · g2 pedone del bianco · h2 pedone del bianco · a1 torre del bianco · b1 cavallo del bianco · c1 alfiere del bianco · d1 donna del bianco · e1 re del bianco · f1 alfiere del bianco · g1 cavallo del bianco · h1 torre del bianco | a8 torre del nero · b8 cavallo del nero · c8 alfiere del nero · d8 donna del nero · e8 re del nero · f8 alfiere del nero · h8 torre del nero · a7 pedone del nero · b7 pedone del nero · c7 pedone del nero · d7 pedone del nero · e7 pedone del nero · f7 pedone del nero · g7 pedone del nero · h7 pedone del nero · f6 cavallo del nero · c4 pedone del bianco · d4 pedone del bianco · a2 pedone del bianco · b2 pedone del bianco · e2 pedone del bianco · f2 pedone del bianco · g2 pedone del bianco · h2 pedone del bianco · a1 torre del bianco · b1 cavallo del bianco · c1 alfiere del bianco · d1 donna del bianco · e1 re del bianco · f1 alfiere del bianco · g1 cavallo del bianco · h1 torre del bianco | a8 torre del nero · b8 cavallo del nero · c8 alfiere del nero · d8 donna del nero · e8 re del nero · f8 alfiere del nero · h8 torre del nero · a7 pedone del nero · b7 pedone del nero · c7 pedone del nero · d7 pedone del nero · e7 pedone del nero · f7 pedone del nero · g7 pedone del nero · h7 pedone del nero · f6 cavallo del nero · c4 pedone del bianco · d4 pedone del bianco · a2 pedone del bianco · b2 pedone del bianco · e2 pedone del bianco · f2 pedone del bianco · g2 pedone del bianco · h2 pedone del bianco · a1 torre del bianco · b1 cavallo del bianco · c1 alfiere del bianco · d1 donna del bianco · e1 re del bianco · f1 alfiere del bianco · g1 cavallo del bianco · h1 torre del bianco | 5 |
| 4 | a8 torre del nero · b8 cavallo del nero · c8 alfiere del nero · d8 donna del nero · e8 re del nero · f8 alfiere del nero · h8 torre del nero · a7 pedone del nero · b7 pedone del nero · c7 pedone del nero · d7 pedone del nero · e7 pedone del nero · f7 pedone del nero · g7 pedone del nero · h7 pedone del nero · f6 cavallo del nero · c4 pedone del bianco · d4 pedone del bianco · a2 pedone del bianco · b2 pedone del bianco · e2 pedone del bianco · f2 pedone del bianco · g2 pedone del bianco · h2 pedone del bianco · a1 torre del bianco · b1 cavallo del bianco · c1 alfiere del bianco · d1 donna del bianco · e1 re del bianco · f1 alfiere del bianco · g1 cavallo del bianco · h1 torre del bianco | a8 torre del nero · b8 cavallo del nero · c8 alfiere del nero · d8 donna del nero · e8 re del nero · f8 alfiere del nero · h8 torre del nero · a7 pedone del nero · b7 pedone del nero · c7 pedone del nero · d7 pedone del nero · e7 pedone del nero · f7 pedone del nero · g7 pedone del nero · h7 pedone del nero · f6 cavallo del nero · c4 pedone del bianco · d4 pedone del bianco · a2 pedone del bianco · b2 pedone del bianco · e2 pedone del bianco · f2 pedone del bianco · g2 pedone del bianco · h2 pedone del bianco · a1 torre del bianco · b1 cavallo del bianco · c1 alfiere del bianco · d1 donna del bianco · e1 re del bianco · f1 alfiere del bianco · g1 cavallo del bianco · h1 torre del bianco | a8 torre del nero · b8 cavallo del nero · c8 alfiere del nero · d8 donna del nero · e8 re del nero · f8 alfiere del nero · h8 torre del nero · a7 pedone del nero · b7 pedone del nero · c7 pedone del nero · d7 pedone del nero · e7 pedone del nero · f7 pedone del nero · g7 pedone del nero · h7 pedone del nero · f6 cavallo del nero · c4 pedone del bianco · d4 pedone del bianco · a2 pedone del bianco · b2 pedone del bianco · e2 pedone del bianco · f2 pedone del bianco · g2 pedone del bianco · h2 pedone del bianco · a1 torre del bianco · b1 cavallo del bianco · c1 alfiere del bianco · d1 donna del bianco · e1 re del bianco · f1 alfiere del bianco · g1 cavallo del bianco · h1 torre del bianco | a8 torre del nero · b8 cavallo del nero · c8 alfiere del nero · d8 donna del nero · e8 re del nero · f8 alfiere del nero · h8 torre del nero · a7 pedone del nero · b7 pedone del nero · c7 pedone del nero · d7 pedone del nero · e7 pedone del nero · f7 pedone del nero · g7 pedone del nero · h7 pedone del nero · f6 cavallo del nero · c4 pedone del bianco · d4 pedone del bianco · a2 pedone del bianco · b2 pedone del bianco · e2 pedone del bianco · f2 pedone del bianco · g2 pedone del bianco · h2 pedone del bianco · a1 torre del bianco · b1 cavallo del bianco · c1 alfiere del bianco · d1 donna del bianco · e1 re del bianco · f1 alfiere del bianco · g1 cavallo del bianco · h1 torre del bianco | a8 torre del nero · b8 cavallo del nero · c8 alfiere del nero · d8 donna del nero · e8 re del nero · f8 alfiere del nero · h8 torre del nero · a7 pedone del nero · b7 pedone del nero · c7 pedone del nero · d7 pedone del nero · e7 pedone del nero · f7 pedone del nero · g7 pedone del nero · h7 pedone del nero · f6 cavallo del nero · c4 pedone del bianco · d4 pedone del bianco · a2 pedone del bianco · b2 pedone del bianco · e2 pedone del bianco · f2 pedone del bianco · g2 pedone del bianco · h2 pedone del bianco · a1 torre del bianco · b1 cavallo del bianco · c1 alfiere del bianco · d1 donna del bianco · e1 re del bianco · f1 alfiere del bianco · g1 cavallo del bianco · h1 torre del bianco | a8 torre del nero · b8 cavallo del nero · c8 alfiere del nero · d8 donna del nero · e8 re del nero · f8 alfiere del nero · h8 torre del nero · a7 pedone del nero · b7 pedone del nero · c7 pedone del nero · d7 pedone del nero · e7 pedone del nero · f7 pedone del nero · g7 pedone del nero · h7 pedone del nero · f6 cavallo del nero · c4 pedone del bianco · d4 pedone del bianco · a2 pedone del bianco · b2 pedone del bianco · e2 pedone del bianco · f2 pedone del bianco · g2 pedone del bianco · h2 pedone del bianco · a1 torre del bianco · b1 cavallo del bianco · c1 alfiere del bianco · d1 donna del bianco · e1 re del bianco · f1 alfiere del bianco · g1 cavallo del bianco · h1 torre del bianco | a8 torre del nero · b8 cavallo del nero · c8 alfiere del nero · d8 donna del nero · e8 re del nero · f8 alfiere del nero · h8 torre del nero · a7 pedone del nero · b7 pedone del nero · c7 pedone del nero · d7 pedone del nero · e7 pedone del nero · f7 pedone del nero · g7 pedone del nero · h7 pedone del nero · f6 cavallo del nero · c4 pedone del bianco · d4 pedone del bianco · a2 pedone del bianco · b2 pedone del bianco · e2 pedone del bianco · f2 pedone del bianco · g2 pedone del bianco · h2 pedone del bianco · a1 torre del bianco · b1 cavallo del bianco · c1 alfiere del bianco · d1 donna del bianco · e1 re del bianco · f1 alfiere del bianco · g1 cavallo del bianco · h1 torre del bianco | a8 torre del nero · b8 cavallo del nero · c8 alfiere del nero · d8 donna del nero · e8 re del nero · f8 alfiere del nero · h8 torre del nero · a7 pedone del nero · b7 pedone del nero · c7 pedone del nero · d7 pedone del nero · e7 pedone del nero · f7 pedone del nero · g7 pedone del nero · h7 pedone del nero · f6 cavallo del nero · c4 pedone del bianco · d4 pedone del bianco · a2 pedone del bianco · b2 pedone del bianco · e2 pedone del bianco · f2 pedone del bianco · g2 pedone del bianco · h2 pedone del bianco · a1 torre del bianco · b1 cavallo del bianco · c1 alfiere del bianco · d1 donna del bianco · e1 re del bianco · f1 alfiere del bianco · g1 cavallo del bianco · h1 torre del bianco | 4 |
| 3 | a8 torre del nero · b8 cavallo del nero · c8 alfiere del nero · d8 donna del nero · e8 re del nero · f8 alfiere del nero · h8 torre del nero · a7 pedone del nero · b7 pedone del nero · c7 pedone del nero · d7 pedone del nero · e7 pedone del nero · f7 pedone del nero · g7 pedone del nero · h7 pedone del nero · f6 cavallo del nero · c4 pedone del bianco · d4 pedone del bianco · a2 pedone del bianco · b2 pedone del bianco · e2 pedone del bianco · f2 pedone del bianco · g2 pedone del bianco · h2 pedone del bianco · a1 torre del bianco · b1 cavallo del bianco · c1 alfiere del bianco · d1 donna del bianco · e1 re del bianco · f1 alfiere del bianco · g1 cavallo del bianco · h1 torre del bianco | a8 torre del nero · b8 cavallo del nero · c8 alfiere del nero · d8 donna del nero · e8 re del nero · f8 alfiere del nero · h8 torre del nero · a7 pedone del nero · b7 pedone del nero · c7 pedone del nero · d7 pedone del nero · e7 pedone del nero · f7 pedone del nero · g7 pedone del nero · h7 pedone del nero · f6 cavallo del nero · c4 pedone del bianco · d4 pedone del bianco · a2 pedone del bianco · b2 pedone del bianco · e2 pedone del bianco · f2 pedone del bianco · g2 pedone del bianco · h2 pedone del bianco · a1 torre del bianco · b1 cavallo del bianco · c1 alfiere del bianco · d1 donna del bianco · e1 re del bianco · f1 alfiere del bianco · g1 cavallo del bianco · h1 torre del bianco | a8 torre del nero · b8 cavallo del nero · c8 alfiere del nero · d8 donna del nero · e8 re del nero · f8 alfiere del nero · h8 torre del nero · a7 pedone del nero · b7 pedone del nero · c7 pedone del nero · d7 pedone del nero · e7 pedone del nero · f7 pedone del nero · g7 pedone del nero · h7 pedone del nero · f6 cavallo del nero · c4 pedone del bianco · d4 pedone del bianco · a2 pedone del bianco · b2 pedone del bianco · e2 pedone del bianco · f2 pedone del bianco · g2 pedone del bianco · h2 pedone del bianco · a1 torre del bianco · b1 cavallo del bianco · c1 alfiere del bianco · d1 donna del bianco · e1 re del bianco · f1 alfiere del bianco · g1 cavallo del bianco · h1 torre del bianco | a8 torre del nero · b8 cavallo del nero · c8 alfiere del nero · d8 donna del nero · e8 re del nero · f8 alfiere del nero · h8 torre del nero · a7 pedone del nero · b7 pedone del nero · c7 pedone del nero · d7 pedone del nero · e7 pedone del nero · f7 pedone del nero · g7 pedone del nero · h7 pedone del nero · f6 cavallo del nero · c4 pedone del bianco · d4 pedone del bianco · a2 pedone del bianco · b2 pedone del bianco · e2 pedone del bianco · f2 pedone del bianco · g2 pedone del bianco · h2 pedone del bianco · a1 torre del bianco · b1 cavallo del bianco · c1 alfiere del bianco · d1 donna del bianco · e1 re del bianco · f1 alfiere del bianco · g1 cavallo del bianco · h1 torre del bianco | a8 torre del nero · b8 cavallo del nero · c8 alfiere del nero · d8 donna del nero · e8 re del nero · f8 alfiere del nero · h8 torre del nero · a7 pedone del nero · b7 pedone del nero · c7 pedone del nero · d7 pedone del nero · e7 pedone del nero · f7 pedone del nero · g7 pedone del nero · h7 pedone del nero · f6 cavallo del nero · c4 pedone del bianco · d4 pedone del bianco · a2 pedone del bianco · b2 pedone del bianco · e2 pedone del bianco · f2 pedone del bianco · g2 pedone del bianco · h2 pedone del bianco · a1 torre del bianco · b1 cavallo del bianco · c1 alfiere del bianco · d1 donna del bianco · e1 re del bianco · f1 alfiere del bianco · g1 cavallo del bianco · h1 torre del bianco | a8 torre del nero · b8 cavallo del nero · c8 alfiere del nero · d8 donna del nero · e8 re del nero · f8 alfiere del nero · h8 torre del nero · a7 pedone del nero · b7 pedone del nero · c7 pedone del nero · d7 pedone del nero · e7 pedone del nero · f7 pedone del nero · g7 pedone del nero · h7 pedone del nero · f6 cavallo del nero · c4 pedone del bianco · d4 pedone del bianco · a2 pedone del bianco · b2 pedone del bianco · e2 pedone del bianco · f2 pedone del bianco · g2 pedone del bianco · h2 pedone del bianco · a1 torre del bianco · b1 cavallo del bianco · c1 alfiere del bianco · d1 donna del bianco · e1 re del bianco · f1 alfiere del bianco · g1 cavallo del bianco · h1 torre del bianco | a8 torre del nero · b8 cavallo del nero · c8 alfiere del nero · d8 donna del nero · e8 re del nero · f8 alfiere del nero · h8 torre del nero · a7 pedone del nero · b7 pedone del nero · c7 pedone del nero · d7 pedone del nero · e7 pedone del nero · f7 pedone del nero · g7 pedone del nero · h7 pedone del nero · f6 cavallo del nero · c4 pedone del bianco · d4 pedone del bianco · a2 pedone del bianco · b2 pedone del bianco · e2 pedone del bianco · f2 pedone del bianco · g2 pedone del bianco · h2 pedone del bianco · a1 torre del bianco · b1 cavallo del bianco · c1 alfiere del bianco · d1 donna del bianco · e1 re del bianco · f1 alfiere del bianco · g1 cavallo del bianco · h1 torre del bianco | a8 torre del nero · b8 cavallo del nero · c8 alfiere del nero · d8 donna del nero · e8 re del nero · f8 alfiere del nero · h8 torre del nero · a7 pedone del nero · b7 pedone del nero · c7 pedone del nero · d7 pedone del nero · e7 pedone del nero · f7 pedone del nero · g7 pedone del nero · h7 pedone del nero · f6 cavallo del nero · c4 pedone del bianco · d4 pedone del bianco · a2 pedone del bianco · b2 pedone del bianco · e2 pedone del bianco · f2 pedone del bianco · g2 pedone del bianco · h2 pedone del bianco · a1 torre del bianco · b1 cavallo del bianco · c1 alfiere del bianco · d1 donna del bianco · e1 re del bianco · f1 alfiere del bianco · g1 cavallo del bianco · h1 torre del bianco | 3 |
| 2 | a8 torre del nero · b8 cavallo del nero · c8 alfiere del nero · d8 donna del nero · e8 re del nero · f8 alfiere del nero · h8 torre del nero · a7 pedone del nero · b7 pedone del nero · c7 pedone del nero · d7 pedone del nero · e7 pedone del nero · f7 pedone del nero · g7 pedone del nero · h7 pedone del nero · f6 cavallo del nero · c4 pedone del bianco · d4 pedone del bianco · a2 pedone del bianco · b2 pedone del bianco · e2 pedone del bianco · f2 pedone del bianco · g2 pedone del bianco · h2 pedone del bianco · a1 torre del bianco · b1 cavallo del bianco · c1 alfiere del bianco · d1 donna del bianco · e1 re del bianco · f1 alfiere del bianco · g1 cavallo del bianco · h1 torre del bianco | a8 torre del nero · b8 cavallo del nero · c8 alfiere del nero · d8 donna del nero · e8 re del nero · f8 alfiere del nero · h8 torre del nero · a7 pedone del nero · b7 pedone del nero · c7 pedone del nero · d7 pedone del nero · e7 pedone del nero · f7 pedone del nero · g7 pedone del nero · h7 pedone del nero · f6 cavallo del nero · c4 pedone del bianco · d4 pedone del bianco · a2 pedone del bianco · b2 pedone del bianco · e2 pedone del bianco · f2 pedone del bianco · g2 pedone del bianco · h2 pedone del bianco · a1 torre del bianco · b1 cavallo del bianco · c1 alfiere del bianco · d1 donna del bianco · e1 re del bianco · f1 alfiere del bianco · g1 cavallo del bianco · h1 torre del bianco | a8 torre del nero · b8 cavallo del nero · c8 alfiere del nero · d8 donna del nero · e8 re del nero · f8 alfiere del nero · h8 torre del nero · a7 pedone del nero · b7 pedone del nero · c7 pedone del nero · d7 pedone del nero · e7 pedone del nero · f7 pedone del nero · g7 pedone del nero · h7 pedone del nero · f6 cavallo del nero · c4 pedone del bianco · d4 pedone del bianco · a2 pedone del bianco · b2 pedone del bianco · e2 pedone del bianco · f2 pedone del bianco · g2 pedone del bianco · h2 pedone del bianco · a1 torre del bianco · b1 cavallo del bianco · c1 alfiere del bianco · d1 donna del bianco · e1 re del bianco · f1 alfiere del bianco · g1 cavallo del bianco · h1 torre del bianco | a8 torre del nero · b8 cavallo del nero · c8 alfiere del nero · d8 donna del nero · e8 re del nero · f8 alfiere del nero · h8 torre del nero · a7 pedone del nero · b7 pedone del nero · c7 pedone del nero · d7 pedone del nero · e7 pedone del nero · f7 pedone del nero · g7 pedone del nero · h7 pedone del nero · f6 cavallo del nero · c4 pedone del bianco · d4 pedone del bianco · a2 pedone del bianco · b2 pedone del bianco · e2 pedone del bianco · f2 pedone del bianco · g2 pedone del bianco · h2 pedone del bianco · a1 torre del bianco · b1 cavallo del bianco · c1 alfiere del bianco · d1 donna del bianco · e1 re del bianco · f1 alfiere del bianco · g1 cavallo del bianco · h1 torre del bianco | a8 torre del nero · b8 cavallo del nero · c8 alfiere del nero · d8 donna del nero · e8 re del nero · f8 alfiere del nero · h8 torre del nero · a7 pedone del nero · b7 pedone del nero · c7 pedone del nero · d7 pedone del nero · e7 pedone del nero · f7 pedone del nero · g7 pedone del nero · h7 pedone del nero · f6 cavallo del nero · c4 pedone del bianco · d4 pedone del bianco · a2 pedone del bianco · b2 pedone del bianco · e2 pedone del bianco · f2 pedone del bianco · g2 pedone del bianco · h2 pedone del bianco · a1 torre del bianco · b1 cavallo del bianco · c1 alfiere del bianco · d1 donna del bianco · e1 re del bianco · f1 alfiere del bianco · g1 cavallo del bianco · h1 torre del bianco | a8 torre del nero · b8 cavallo del nero · c8 alfiere del nero · d8 donna del nero · e8 re del nero · f8 alfiere del nero · h8 torre del nero · a7 pedone del nero · b7 pedone del nero · c7 pedone del nero · d7 pedone del nero · e7 pedone del nero · f7 pedone del nero · g7 pedone del nero · h7 pedone del nero · f6 cavallo del nero · c4 pedone del bianco · d4 pedone del bianco · a2 pedone del bianco · b2 pedone del bianco · e2 pedone del bianco · f2 pedone del bianco · g2 pedone del bianco · h2 pedone del bianco · a1 torre del bianco · b1 cavallo del bianco · c1 alfiere del bianco · d1 donna del bianco · e1 re del bianco · f1 alfiere del bianco · g1 cavallo del bianco · h1 torre del bianco | a8 torre del nero · b8 cavallo del nero · c8 alfiere del nero · d8 donna del nero · e8 re del nero · f8 alfiere del nero · h8 torre del nero · a7 pedone del nero · b7 pedone del nero · c7 pedone del nero · d7 pedone del nero · e7 pedone del nero · f7 pedone del nero · g7 pedone del nero · h7 pedone del nero · f6 cavallo del nero · c4 pedone del bianco · d4 pedone del bianco · a2 pedone del bianco · b2 pedone del bianco · e2 pedone del bianco · f2 pedone del bianco · g2 pedone del bianco · h2 pedone del bianco · a1 torre del bianco · b1 cavallo del bianco · c1 alfiere del bianco · d1 donna del bianco · e1 re del bianco · f1 alfiere del bianco · g1 cavallo del bianco · h1 torre del bianco | a8 torre del nero · b8 cavallo del nero · c8 alfiere del nero · d8 donna del nero · e8 re del nero · f8 alfiere del nero · h8 torre del nero · a7 pedone del nero · b7 pedone del nero · c7 pedone del nero · d7 pedone del nero · e7 pedone del nero · f7 pedone del nero · g7 pedone del nero · h7 pedone del nero · f6 cavallo del nero · c4 pedone del bianco · d4 pedone del bianco · a2 pedone del bianco · b2 pedone del bianco · e2 pedone del bianco · f2 pedone del bianco · g2 pedone del bianco · h2 pedone del bianco · a1 torre del bianco · b1 cavallo del bianco · c1 alfiere del bianco · d1 donna del bianco · e1 re del bianco · f1 alfiere del bianco · g1 cavallo del bianco · h1 torre del bianco | 2 |
| 1 | a8 torre del nero · b8 cavallo del nero · c8 alfiere del nero · d8 donna del nero · e8 re del nero · f8 alfiere del nero · h8 torre del nero · a7 pedone del nero · b7 pedone del nero · c7 pedone del nero · d7 pedone del nero · e7 pedone del nero · f7 pedone del nero · g7 pedone del nero · h7 pedone del nero · f6 cavallo del nero · c4 pedone del bianco · d4 pedone del bianco · a2 pedone del bianco · b2 pedone del bianco · e2 pedone del bianco · f2 pedone del bianco · g2 pedone del bianco · h2 pedone del bianco · a1 torre del bianco · b1 cavallo del bianco · c1 alfiere del bianco · d1 donna del bianco · e1 re del bianco · f1 alfiere del bianco · g1 cavallo del bianco · h1 torre del bianco | a8 torre del nero · b8 cavallo del nero · c8 alfiere del nero · d8 donna del nero · e8 re del nero · f8 alfiere del nero · h8 torre del nero · a7 pedone del nero · b7 pedone del nero · c7 pedone del nero · d7 pedone del nero · e7 pedone del nero · f7 pedone del nero · g7 pedone del nero · h7 pedone del nero · f6 cavallo del nero · c4 pedone del bianco · d4 pedone del bianco · a2 pedone del bianco · b2 pedone del bianco · e2 pedone del bianco · f2 pedone del bianco · g2 pedone del bianco · h2 pedone del bianco · a1 torre del bianco · b1 cavallo del bianco · c1 alfiere del bianco · d1 donna del bianco · e1 re del bianco · f1 alfiere del bianco · g1 cavallo del bianco · h1 torre del bianco | a8 torre del nero · b8 cavallo del nero · c8 alfiere del nero · d8 donna del nero · e8 re del nero · f8 alfiere del nero · h8 torre del nero · a7 pedone del nero · b7 pedone del nero · c7 pedone del nero · d7 pedone del nero · e7 pedone del nero · f7 pedone del nero · g7 pedone del nero · h7 pedone del nero · f6 cavallo del nero · c4 pedone del bianco · d4 pedone del bianco · a2 pedone del bianco · b2 pedone del bianco · e2 pedone del bianco · f2 pedone del bianco · g2 pedone del bianco · h2 pedone del bianco · a1 torre del bianco · b1 cavallo del bianco · c1 alfiere del bianco · d1 donna del bianco · e1 re del bianco · f1 alfiere del bianco · g1 cavallo del bianco · h1 torre del bianco | a8 torre del nero · b8 cavallo del nero · c8 alfiere del nero · d8 donna del nero · e8 re del nero · f8 alfiere del nero · h8 torre del nero · a7 pedone del nero · b7 pedone del nero · c7 pedone del nero · d7 pedone del nero · e7 pedone del nero · f7 pedone del nero · g7 pedone del nero · h7 pedone del nero · f6 cavallo del nero · c4 pedone del bianco · d4 pedone del bianco · a2 pedone del bianco · b2 pedone del bianco · e2 pedone del bianco · f2 pedone del bianco · g2 pedone del bianco · h2 pedone del bianco · a1 torre del bianco · b1 cavallo del bianco · c1 alfiere del bianco · d1 donna del bianco · e1 re del bianco · f1 alfiere del bianco · g1 cavallo del bianco · h1 torre del bianco | a8 torre del nero · b8 cavallo del nero · c8 alfiere del nero · d8 donna del nero · e8 re del nero · f8 alfiere del nero · h8 torre del nero · a7 pedone del nero · b7 pedone del nero · c7 pedone del nero · d7 pedone del nero · e7 pedone del nero · f7 pedone del nero · g7 pedone del nero · h7 pedone del nero · f6 cavallo del nero · c4 pedone del bianco · d4 pedone del bianco · a2 pedone del bianco · b2 pedone del bianco · e2 pedone del bianco · f2 pedone del bianco · g2 pedone del bianco · h2 pedone del bianco · a1 torre del bianco · b1 cavallo del bianco · c1 alfiere del bianco · d1 donna del bianco · e1 re del bianco · f1 alfiere del bianco · g1 cavallo del bianco · h1 torre del bianco | a8 torre del nero · b8 cavallo del nero · c8 alfiere del nero · d8 donna del nero · e8 re del nero · f8 alfiere del nero · h8 torre del nero · a7 pedone del nero · b7 pedone del nero · c7 pedone del nero · d7 pedone del nero · e7 pedone del nero · f7 pedone del nero · g7 pedone del nero · h7 pedone del nero · f6 cavallo del nero · c4 pedone del bianco · d4 pedone del bianco · a2 pedone del bianco · b2 pedone del bianco · e2 pedone del bianco · f2 pedone del bianco · g2 pedone del bianco · h2 pedone del bianco · a1 torre del bianco · b1 cavallo del bianco · c1 alfiere del bianco · d1 donna del bianco · e1 re del bianco · f1 alfiere del bianco · g1 cavallo del bianco · h1 torre del bianco | a8 torre del nero · b8 cavallo del nero · c8 alfiere del nero · d8 donna del nero · e8 re del nero · f8 alfiere del nero · h8 torre del nero · a7 pedone del nero · b7 pedone del nero · c7 pedone del nero · d7 pedone del nero · e7 pedone del nero · f7 pedone del nero · g7 pedone del nero · h7 pedone del nero · f6 cavallo del nero · c4 pedone del bianco · d4 pedone del bianco · a2 pedone del bianco · b2 pedone del bianco · e2 pedone del bianco · f2 pedone del bianco · g2 pedone del bianco · h2 pedone del bianco · a1 torre del bianco · b1 cavallo del bianco · c1 alfiere del bianco · d1 donna del bianco · e1 re del bianco · f1 alfiere del bianco · g1 cavallo del bianco · h1 torre del bianco | a8 torre del nero · b8 cavallo del nero · c8 alfiere del nero · d8 donna del nero · e8 re del nero · f8 alfiere del nero · h8 torre del nero · a7 pedone del nero · b7 pedone del nero · c7 pedone del nero · d7 pedone del nero · e7 pedone del nero · f7 pedone del nero · g7 pedone del nero · h7 pedone del nero · f6 cavallo del nero · c4 pedone del bianco · d4 pedone del bianco · a2 pedone del bianco · b2 pedone del bianco · e2 pedone del bianco · f2 pedone del bianco · g2 pedone del bianco · h2 pedone del bianco · a1 torre del bianco · b1 cavallo del bianco · c1 alfiere del bianco · d1 donna del bianco · e1 re del bianco · f1 alfiere del bianco · g1 cavallo del bianco · h1 torre del bianco | 1 |
|   | a | b | c | d | e | f | g | h |   |

Il 19 settembre Carlsen si è ritirato da una partita online contro Niemann dopo aver giocato una sola mossa. La partita si è svolta sulla piattaforma chess24, con i candidati che sono apparsi davanti alla telecamera su Microsoft Teams, durante il round 6 della Julius Baer Generation Cup, una parte del Champions Chess Tour 2022. La partita è iniziata con la Difesa Indiana (1.d4 Cf6) e dopo che Niemann ha giocato 2.c4, Carlsen si è ritirato e ha spento la sua webcam. Il ritiro suscitò confusione e sorpresa nei telecronisti Tania Sachdev e Péter Lékó. Il Gran Maestro Maurice Ashley twittò: "Questo è scioccante e inquietante. Nessuno può essere felice che questo stia accadendo nel mondo degli scacchi. Incredibile!"
Il 21 settembre, dopo la fine dei turni preliminari del torneo, Carlsen ha risposto come segue a una domanda della trasmissione di chess24 sul motivo per cui ha rinunciato: "Purtroppo, non posso parlare in modo dettagliato di questo, ma le persone possono trarre le proprie conclusioni e sicuramente hanno una propria opinione. Devo dire che sono molto impressionato dal gioco di Niemann e penso che il suo mentore Maxim Dlugy stia facendo un ottimo lavoro." La menzione di Dlugy durante l'intervista del 21 settembre ha portato alla luce le accuse passate contro Dlugy, un ex allenatore di Niemann, per aver barato su Chess.com. Il 28 settembre, Chess.com ha fornito a Vice le comunicazioni interne tra il loro staff e Dlugy, rivelando che Dlugy era stato bannato da Chess.com nel 2017 e nel 2020 per aver barato nei loro tornei online. Dlugy aveva confessato di aver ripetutamente fatto crowdsourcing delle mosse dalla sua accademia di scacchi e di aver utilizzato una "fonte esterna". In una dichiarazione a Vice, Dlugy ha criticato Carlsen per aver implicato il suo coinvolgimento nella controversia e ha affermato che avrebbe preso in considerazione un'azione legale contro di lui. Dlugy ha poi pubblicato una dichiarazione sul suo coinvolgimento nella controversia. In un'intervista del 13 ottobre, ha affermato che sarebbero seguite azioni legali.
Il 25 settembre, Carlsen ha vinto il torneo dopo aver sconfitto Arjun Erigaisi nel secondo giorno della finale. Nella sua ultima intervista del torneo con chess24, Carlsen ha detto che avrebbe fornito una dichiarazione sulla controversia entro pochi giorni. Carlsen ha aggiunto che "generalmente [vuole] che il cheating negli scacchi venga affrontato seriamente" e che non sarà l'ultima volta che affronterà l'argomento.

In un'intervista con la trasmissione di scacchi di TV 2, Carlsen ha detto che "probabilmente" avrebbe pubblicato una dichiarazione sui social media e che c'erano dei limiti su ciò che poteva dire. Non ha precisato se tali limiti fossero per motivi legali. Carlsen ha dichiarato di volersi concentrare maggiormente sul "fair play" negli scacchi:
Nel gioco ai massimi livelli ha sempre fatto parte del codice d'onore il fidarsi l'uno dell'altro. Sai che è possibile imbrogliare e probabilmente non essere scoperti, ma l'essere scoperti è talmente devastante, che si ritiene che la ricompensa non sia sufficientemente grande affinché i migliori giocatori imbroglino. Sembrerebbe che i tempi siano maturi per cambiare questo punto di vista.

## Accuse di imbroglio contro Niemann
Il Gran Maestro e streamer Hikaru Nakamura ha affermato che, secondo lui, Carlsen probabilmente ha sospettato che Niemann avesse barato, sostenendo che quest'ultimo era stato precedentemente bannato da Chess.com per aver barato in alcune partite online. Levon Aronian, un Grande Maestro che stava giocando nel torneo, inizialmente ha difeso Niemann, affermando che la maggior parte dei giocatori di alto livello sono "abbastanza paranoici" e che i giovani giocatori spesso ricevono accuse di cheating dopo un'ottima partita. Successivamente, tuttavia, Aronian ha dichiarato di "non sapere molto riguardo tante cose" e ora si ritrova "da qualche parte nel mezzo". Ha aggiunto: "Credo che Hans non sia stato la persona più leale quando si tratta degli scacchi online". Secondo una fonte anonima citata dal Wall Street Journal, la scarsa prestazione di Niemann a Miami nell'agosto 2022, sia alla FTX Crypto Cup con otto partecipanti (dove Niemann ha perso tutte le serie) sia in una partita informale sulla spiaggia contro Carlsen, ha avuto un ruolo nei sospetti di Carlsen. Nakamura ha convenuto che Miami sembra avere avuto un ruolo nella formazione del pensiero di Carlsen, affermando che "Combinandole (le scarse prestazioni di Miami) con le vecchie voci, Carlsen si convinse che qualcosa non andava".

### La smentita di Niemann
In un'intervista del 6 settembre 2022, Niemann ha negato di aver barato durante la Sinquefield Cup e ha accusato Carlsen, Nakamura e Chess.com di aver tentato di rovinare la sua carriera. Ha ammesso di aver precedentemente barato su Chess.com; una volta quando aveva 12 anni durante un torneo online e poi quando aveva 16 anni in alcune partite online senza variazione di punteggio. Ha affermato di non aver mai barato in un gioco dal vivo. In risposta a speculazioni infondate sul presunto coinvolgimento di un dispositivo nascosto durante la Sinquefield Cup, si è offerto di giocare in un ambiente chiuso senza connessioni elettroniche e ha detto "se vogliono che mi spogli completamente nudo, lo farò" per confutare qualsiasi accusa di imbroglio. PlayMagnus.com ha pubblicato un articolo in risposta con l'elenco de "I più grandi scandali di cheating negli scacchi" con un meme di accompagnamento: "Come hai battuto Magnus Carlsen? Gli scacchi parlano da soli. Cosa ti è costato? Tutto", che è stato successivamente cancellato dai loro account sui social media.

### La risposta di Carlsen
Il 26 settembre, Carlsen ha pubblicato la sua dichiarazione ufficiale riguardo la controversia, su Twitter. Carlsen ha confermato di aver preso in considerazione l'idea di ritirarsi dalla Sinquefield Cup prima che iniziasse, a causa dell'inclusione all'ultimo minuto di Niemann. Carlsen ha dichiarato di ritenere che Niemann abbia barato più spesso e più di recente di quanto avesse ammesso pubblicamente, e che l'insolito progresso in partite dal vivo di Niemann, insieme al fatto che "non era teso né addirittura completamente concentrato" durante la partita della Sinquefield Cup, lo aveva convinto a ritirarsi dal torneo. Ha affermato di essere limitato in ciò che poteva dire apertamente senza "il permesso esplicito di Niemann", ma ha continuato dicendo che non vuole giocare contro persone che hanno ripetutamente barato in passato e che le sue stesse azioni dimostrano che non è disposto a giocare a scacchi con Niemann.

## Risposte pubbliche
La controversia è stata descritta come lo scandalo più grave circa il cheating negli scacchi dall'incidente del Toiletgate nel Campionato mondiale di scacchi 2006 ed è diventata una delle notizie principali dei media di tutto il mondo. Ha raccolto un'attenzione significativa anche all'infuori della comunità scacchistica, come ad esempio nei late-nigh talk show The Daily Show con Trevor Noah e The Late Show con Stephen Colbert.

### Saint Louis Chess Club
Il direttore esecutivo del Saint Louis Chess Club (ospite della Sinquefield Cup), Tony Rich, ha dichiarato che "la decisione di un giocatore di ritirarsi da un torneo è una decisione personale e rispettiamo la scelta di Magnus". Rich in seguito ha spiegato che non era stata presentata alcuna denuncia formale per iscritto.
Più avanti nel torneo, l'arbitro capo Chris Bird ha pubblicato una dichiarazione in cui affermava che "non c'era alcuna indicazione che alcun giocatore avesse giocato slealmente" durante la Sinquefield Cup. La dichiarazione di Bird, tuttavia, non ha indicato il motivo per cui sono state aggiunte ulteriori misure di sicurezza dopo il ritiro di Carlsen. Infatti, gli organizzatori aumentarono le misure per il rilevamento di metalli sui giocatori e trasmisero i round successivi in differita di 15 minuti.
Gli organizzatori dell'SLCC hanno modificato in modo permanente le loro misure anti-cheating per gli eventi futuri, includendo rilevatori di giunzioni non lineari per rilevare il silicio nell'elettronica, una macchina a radiofrequenza per rilevare i segnali a infrarossi e un ritardo di trasmissione di 30 minuti per tutta la durata del Campionato statunitense di scacchi.

### Giocatori e telecronisti
Due giorni dopo la partita, il Grande Maestro francese Maxime Vachier-Lagrave, partecipante alla Sinquefield Cup 2022 e campione del mondo Blitz in carica, ha espresso preoccupazione per il fatto che il dramma in via di sviluppo stesse diventando una "caccia alle streghe". Non pensa che Niemann abbia barato. Laurent Fressinet, secondo di Carlsen in tutti le sue partite del Campionato del mondo, ha rivelato "Qualche mese fa ho incontrato Hans a Parigi, Maxime Vachier-Lagrave una partita blitz con lui, era molto vicino alla vittoria, ma MVL vinse nell'armageddon. Poi lui giocò con Jules Moussard e posso dirti che lui ci prenderebbe a calci nel sedere in blitz senza problemi, questo è sicuro."
Dopo l'evento, Ian Nepomniachtchi ha dichiarato di aver chiesto agli organizzatori di St Louis ulteriori misure anti-cheating dopo aver saputo che Niemann avrebbe partecipato all'evento. Fabiano Caruana ha detto che Carlsen era già "sconcertato" dall'inclusione di Niemann e aveva preso in considerazione l'idea di ritirarsi prima dell'inizio del torneo. Ciò è stato successivamente confermato da Carlsen in una dichiarazione rilasciata il 26 settembre. Christopher Yoo ha chiesto maggiore responsabilità per le azioni passate di Niemann.
Molti membri della comunità scacchistica hanno espresso le loro opinioni dopo che Carlsen ha rilasciato la sua dichiarazione. Alcuni di quelli che hanno espresso il loro sostegno a Carlsen sono stati Nakamura, Romain Édouard, RB Ramesh, Srinath Narayanan e Andrew Tang, che lo hanno elogiato per aver preso una posizione di principio e aver forzato una discussione pubblica sul cheating negli scacchi.
Altri erano più critici nei confronti della gestione della questione da parte di Carlsen. Maurice Ashley, Daniel King, e Ben Finegold hanno messo in dubbio la sua necessità del permesso di Niemann per poter dire di più, se ha delle prove, e lo hanno criticato per aver fatto delle insinuazioni senza fornire alcuna prova. Raymond Keene ha dichiarato che Niemann potrebbe rivolgersi a un consulente legale, citando il caso di diffamazione Netflix di Nona Gaprindashvili. Sergey Karjakin ha criticato le attuali misure anti-cheating, ma ha affermato che finora non erano state esibite prove contro Niemann. Garry Kasparov ha detto di aver capito la "frustrazione" di Carlsen, ma che lasciare la Sinquefield Cup era inaccettabile senza alcuna prova di cheating da parte di Niemann.
Molti hanno chiesto alla FIDE di indagare sulla controversia. Nakamura e Daniel Naroditsky hanno commentato affermando che dovrebbero esserci accordi chiari tra le piattaforme online e la FIDE per quanto riguarda il cheating. Leonard Barden, giornalista di scacchi del Guardian, ha chiesto alla FIDE di intervenire. Nigel Davies ha criticato Carlsen per non aver rilasciato delle prove e ha chiesto l'intervento della Commissione etica FIDE.

### Chess.com
Nell'intervista del 6 settembre, Niemann ha affermato che Chess.com lo aveva nuovamente sospeso dal sito e dai loro eventi, alla luce della controversia. Il Chief Chess Officer di Chess.com, Daniel Rensch, in una dichiarazione su Twitter ha contestato le affermazioni di Niemann e ha dichiarato che Niemann era stato sospeso in attesa di una spiegazione dei suoi imbrogli online in passato. Nei post di Reddit, il CEO di Chess.com Erik Allebest ha accennato alla possibilità del rilascio di ulteriori informazioni.
Il 25 settembre, Rensch ha affrontato le voci secondo cui la piattaforma aveva condiviso le proprie ricerche interne, incluso un elenco di bari, con Carlsen, prima del suo ritiro dalla partita. Chess.com è attualmente in procinto di acquisire la società Play Magnus Group per 82,9 milioni di dollari, fondata da Carlsen, che possiede l'8,54% delle azioni, e dalla sua controllata chess24. Rensch ha dichiarato che a Carlsen non è stato fornito un elenco del genere o alcuna informazione privilegiata sugli algoritmi di rilevamento di imbroglio di Chess.com.

## Indagini

### Rapporto di Chess.com
Il 29 settembre, Allebest ha dichiarato su Reddit che Chess.com stava indagando sugli imbrogli di Niemann con una "linea temporale completa" e tutti i "fatti e le ragioni" all'origine delle loro decisioni. Il 1º ottobre, Rensch ha annunciato che Chess.com avrebbe pubblicato i propri risultati nella settimana successiva.
Il 4 ottobre, il Wall Street Journal ha ottenuto il rapporto di Chess.com che Chess.com ha poi pubblicato ufficialmente lo stesso giorno. Il rapporto di 72 pagine afferma di fornire dettagli approfonditi sugli imbrogli di Niemann sulla loro piattaforma. Sostiene che Niemann abbia probabilmente barato in più di 100 partite online, inclusi eventi con premi in denaro e durante alcuni streaming live, e contro molteplici giocatori di alto livello, tra cui Daniel Naroditsky, Krikor Mekhitarian, David Paravyan, Ian Nepomniachtchi e Benjamin Bok. Il rapporto trae la conclusione che probabilmente ha barato online anche di recente, nel 2020, quando all'epoca aveva 17 anni, il che contraddice la sua dichiarazione durante l'intervista alla Sinquefield Cup. Niemann aveva confessato in privato le accuse a Rensch ed era stato bannato dalla piattaforma. Rensch nel rapporto affermava che Chess.com aveva forti prove che Niemann passasse a una schermata diversa durante le mosse. Il rapporto non conteneva resoconti sulla prestazione di Niemann in partite dal vivo, affermando che "a nostro avviso mancano prove statistiche concrete che abbia barato nella partita con Magnus o in qualsiasi altra partita over-the-board ("OTB", cioè di persona)." Ma ha etichettato molte delle partite di Niemann come meritevoli di "ulteriori indagini basate sui dati". Il rapporto menzionava come peculiare, senza tuttavia trarne alcuna conclusione, l'affermazione fatta da Niemann nella sua intervista post-partita secondo cui era inspiegabile e un "miracolo ridicolo" che gli fosse capitato il giorno stesso della partita, appena prima della partita, di usare un motore scacchistico per analizzare una posizione insolita che poco dopo è emersa nella sua partita contro Carlsen. Niemann aveva precedentemente chiarito che lui aveva analizzato una variazione della Difesa Nimza-Indiana con g3 e di aver trascorso del tempo supplementare durante la partita per assicurarsi che la trasposizione indiretta derivasse correttamente da un diverso ordine delle mosse all'ottava mossa della partita. Il rapporto ha anche dettagliato la sorpresa di Carlsen per aver perso la sua partita OTB contro Niemann. Il rapporto rilevava che Carlsen non ha avuto conversazioni con Chess.com in merito alle loro politiche anti-cheating.
Il 15 ottobre, Chess.com ha rilasciato un "aggiornamento della community" che ha chiarito le domande sollevate dal loro rapporto provvisorio e ha confermato che non hanno in programma di rilasciare i nomi dei giocatori di alto livello che sono stati sorpresi a barare.

### FIDE
Ken Regan, professore associato presso l'Università di Buffalo, ha sviluppato il sistema anti-cheating della FIDE. L'analisi statistica di Regan delle partite di Niemann dal 2020, inclusa la partita della Sinquefield Cup tra Carlsen e Niemann su richiesta degli organizzatori della Sinquefield Cup, non ha rilevato evidenze di imbroglio.
Emil Sutovsky, il direttore generale della FIDE, ha osservato che Carlsen non aveva mai precedentemente abbandonato un torneo a causa di uno scarso risultato e quindi ha ritenuto che Carlsen debba credere di avere "una ragione convincente" per farlo. Ha sottolineato la necessità di seguire procedure anti-cheating.
Il 23 settembre, il presidente della FIDE Arkady Dvorkovich ha rilasciato una dichiarazione a nome della FIDE. Dvorkovich ha criticato Carlsen per le sue azioni e ha menzionato la "responsabilità morale collegata al suo status", sostenendo che "c'erano modi migliori per gestire questa situazione". Dvorkovich ha affermato che la FIDE ha "investito nella formazione di un gruppo di specialisti per escogitare sofisticate misure preventive [contro gli imbrogli] che già si applicano ai principali eventi FIDE" e che la FIDE chiede di "rafforzare la cooperazione tra le principali piattaforme online, eventi privati e top player". Dvorkovich ha annunciato che la FIDE incaricherà la sua commissione Fair Play di indagare sull'incidente "quando verrà fornita la prova iniziale adeguata".
Il 29 settembre la FIDE ha annunciato in un comunicato di aver ufficialmente avviato un'indagine sulla controversia. La Fair Play Commission (FPL) della FIDE formerà un gruppo di tre dei suoi dodici membri con la possibilità di consultare l'analisi di esperti esterni. Klaus Deventer, un membro della FPL, ha detto a T-Online che l'indagine avrebbe esaminato se ci fossero fatti sufficienti per giustificare un'accusa di cheating contro Niemann e se Carlsen avesse fatto una falsa accusa. Deventer ha affermato che il Comitato Etico e Disciplinare della FIDE potrebbe emettere sanzioni a entrambi i giocatori, compresi i divieti di gioco. Lo standard di prova richiesto dalla FIDE per sanzionare un giocatore per cheating supera il 99%.

## Azione legale
Il 20 ottobre 2022 Niemann ha intentato una causa presso il tribunale distrettuale degli Stati Uniti per il distretto orientale del Missouri contro Carlsen, la sua società Play Magnus Group, Chess.com, Daniel Rensch e Hikaru Nakamura. Nella sua causa, gli avvocati di Niemann hanno affermato che era stato oggetto di diffamazione e collusione e hanno richiesto almeno $100 milioni di danni citando che era stato disinvitato dal Chess.com Global Championship dopo essersi qualificato per aver vinto i tornei richiesti, dal Tata Steel Chess Tournament di gennaio 2023 e da Vincent Keymer che ha annullato l'imminente partita con lui in Germania. Chess.com ha definito le accuse di Niemann "inutili".
Il 27 giugno 2023 la causa è stata respinta. 